# Kloster Ihlow
Das Kloster Ihlow (Monasterium Sanctae Mariae in Schola Dei) in der gleichnamigen Gemeinde acht Kilometer südlich von Aurich ist eine ehemalige Zisterzienserabtei.
Als Gründungsdatum des Klosters gilt das Jahr 1228. Bis zu seiner Auflösung (1529) im Zuge der Reformation gehörte Ihlow zu den bedeutendsten Klöstern im niederländisch-nordwestdeutschen Raum. Die Ihlower Äbte spielten eine wichtige Rolle in der Politik, Kultur und Religion. Sie fungierten unter anderem als Friedensrichter und übten die Sielacht aus. Zur Zeit der sogenannten Friesischen Freiheit war die Ihlower Zisterzienserabtei sehr wahrscheinlich Archiv und Kanzlei des Upstalsboom-Bundes. Das Siegel der Landfriedensvereinigung und die Urkunden wurden möglicherweise im Kloster verwahrt. Außerdem deutet einiges darauf hin, dass im Kloster zudem ein Exemplar des Brokmerbriefes, der die Grundlage für die Rechtsprechung im Brokmer- und Auricher Land darstellte, hinterlegt worden ist. Er konnte bei Rechtsstreitigkeiten in Zweifelsfällen zum Vergleich herangezogen werden. Dem Kloster in Ihlow kam damit die Rolle einer letzten Instanz zu. Während der Häuptlingsherrschaft sind die tom Brok Schutzherren von Ihlow gewesen. Gut 300 Jahre nach seiner Gründung lösten die Grafen von Ostfriesland das Kloster im Jahre 1529 auf. Die Gebäude ließen sie anschließend abreißen oder führten sie einer neuen Funktion zu.
Heute finden sich im Ihlower Wald vom Kloster selbst keine aufgehenden Gebäudereste mehr. Durch die Ausgrabungen sind Mauer-, Pfeilerfundamente und Fußböden der Kirche und der Mönchshäuser freigelegt worden. Zudem existieren auf dem Gelände zwei teilweise erhaltene Klosterteiche sowie Wälle und Schutzgräben. Im umliegenden Waldgebiet lassen sich außerdem noch zahlreiche Wölbäcker erkennen.
Ein Teil des Areals bildet heute den Archäologischen Park Klosterstätte Ihlow. Von 2005 bis 2009 ließ die Gemeinde Ihlow die frühere Klosterkirche im Maßstab 1:1 neu errichten: Mit Efeu überwachsene Matten aus Stahlgitter bilden die Mauern des Zisterzienserbaus nach. Die immergrünen Mauern sind von innen begehbar. Ab 2005 entstanden zudem der frühere Chor und Altarraum als Holz-Stahl-Skulptur in Originalgröße neu. Die Rekonstruktion, deren Bauweise den romano-gotischen Stil der mittelalterlichen Backsteinkirche aufnimmt, erreicht mit dem Dachreiter eine Höhe von bis zu 45 Metern. Bestandteil der Rekonstruktion ist ein „Raum der Spurensuche“ (Raum der Stille) unterhalb der ehemaligen Klosterkirche.

## Geschichte
Ein Großteil der historischen Überlieferung des Klosters ging während der Reformation verloren. Die ostfriesischen Grafen Enno II. und Johann eigneten sich Ihlow im Jahre 1528 an. Dabei waren vor allem ökonomische und nicht reformatorische Gründe ausschlaggebend. Sie ließen das Kloster auflösen und das Archiv beseitigen. Urkunden, Verträge, Bild- sowie Schriftquellen, die etwas über die Bau- und Kunstgeschichte sowie die Größe und Gliederung der Anlage und zur Wirtschaftsbetriebe mitteilen, fehlen weitgehend. Eine klostereigene Chronik, wie sie zum Beispiel für das Mutterkloster Aduard vorliegt, ist aus Ihlow nicht bekannt.

### Gründung

Filiation des Klosters in Ihlow

Die Geschichte des Klosters in Ihlow beginnt im Jahre 1216. In jenem Jahr bat der Abt des Klosters Meerhusen um Aufnahme in den Zisterzienserorden. Er wandte sich zu diesem Zweck an seinen Amtskollegen in Klaarkamp, der dem ältesten Kloster des Ordens in Friesland vorstand. Warum er den Orden wechseln wollte, ist unklar. Meerhusen war ein Doppelkonvent benediktinischer Prägung. Möglicherweise war der Wunsch, die asketische Lebensweise der Zisterzienser zu praktizieren, ausschlaggebend. Diese wollten mit ihrer Charta Caritatis die ursprüngliche strenge Abgeschiedenheit klösterlichen Lebens und die Regel „Ora et labora“ des Benediktinerordens, von dem sie sich 1098 getrennt hatten, wiederherstellen.
Die Entscheidung, Meerhusen in den Orden aufzunehmen, lag beim Generalkapitel des Ordens in Cîteaux (Frankreich). Dieses entsandte zwei Inspektoren, die Äbte von Aduard und Heisterbach, um sich ein näheres Bild über die Verhältnisse zu verschaffen. Sie sollten überprüfen, ob Meerhusen für einen Übertritt geeignet war, seine Besitzungen ausreichten und Abt, Konvent sowie der zuständige Bischof von Bremen den Übertritt befürworteten. 1217 erstatteten sie dem Generalkapitel Bericht über ihre Untersuchungen. Dieses genehmigte daraufhin die Aufnahme in den Zisterzienserorden unter der Bedingung, dass für die Männer ein neues Kloster an einem anderen Standort errichtet werde und der Bischof von Bremen, Gerhard II., dem Vorhaben zustimme. Im Jahre 1218 inkorporierten die Zisterzienser das Kloster in Meerhusen. Die Männer müssen die Anlage zu diesem Zeitpunkt bereits verlassen haben, weil ihre Regeln ein Zusammenleben mit weiblichen Ordensmitgliedern verboten. Bis zur Fertigstellung eines eigenen Konvents lebten sie wahrscheinlich provisorisch im Vorwerk zu Timmel.
Als Standort für das neue Kloster wies der Abt von Aduard den Mönchen ein Gelände „ter Yle“ (im Yl-loh, dem Eiben-Wald) zu. Die relativ rasche Klostergründung in Ihlow basierte möglicherweise auf Landbesitz des Klosters Klaarkamp, der in den Gründungsprozess mit eingebracht werden konnte. Vermutlich betrieb das Kloster in Ulbargen (heute Gemeinde Großefehn), Timmel und Ihlow seit geraumer Zeit Wirtschaftshöfe in Form von Vorwerken und Grangien. Während der Orden sonst für seine Neugründungen abgelegene Areale jenseits von großen Städten und Verkehrswegen bevorzugte, wurde das Gelände in Ihlow bereits vor dem Bau des Klosters landwirtschaftlich genutzt. Dies belegt der im gesamten Grabungsbereich nachweisbare vorklösterliche Ackerhorizont, in dem sich teilweise Pflugspuren erhalten haben. Im Ergebnis der Untersuchungen wurde das Gebiet bis zur Gründung des Konvents als Saatland verwendet. Zudem fanden sich unterhalb der Fundamentgräben der Klausurgebäude mehrere Gräber. Sie sind somit älter als das Kloster und werden einer früheren Besiedlung des Platzes, möglicherweise einer Kapelle einer nicht weit entfernten Siedlung, zugeordnet.
Zur Betreuung der neuen Niederlassung beauftragte das Kloster Klaarkamp das Kloster Aduard. Dessen Abt, Wigboldus, nahm Ihlow nach den Zisterzienser-Annalen im Jahre 1216, nach einer anderen Überlieferung im Jahre 1217 unter dem Namen „Schola Dei“ (lateinisch: Gottesschule) in den Orden auf. Anschließend begann der Bau des Konvents. Den Grundstein legte Wigboldus. Im Jahre 1228 bestätigte der Bischof von Bremen, Gerhard II., die Gründung des Männerkonvents. Zwei Jahre inspizierten die Äbte von Aduard und Klaarkamp Ihlow und führten den ersten Abt in sein Amt ein. Damit fand die Gründung des Klosters Ihlow als Tochterkloster von Aduard, Enkelin von Klaarkamp und Urenkelin der Primarabtei Clairvaux ihren Abschluss. Der Abt von Ihlow war fortan auch für das Kloster in Meerhusen zuständig. Rechtsgeschäfte nahm alleine das Kloster Ihlow vor. Die beiden Konvente bildeten damit eine Art Doppelkloster, das zwar räumlich getrennt war, rechtlich jedoch eine Einheit bildete.

### Weitere Entwicklung bis zur Reformation

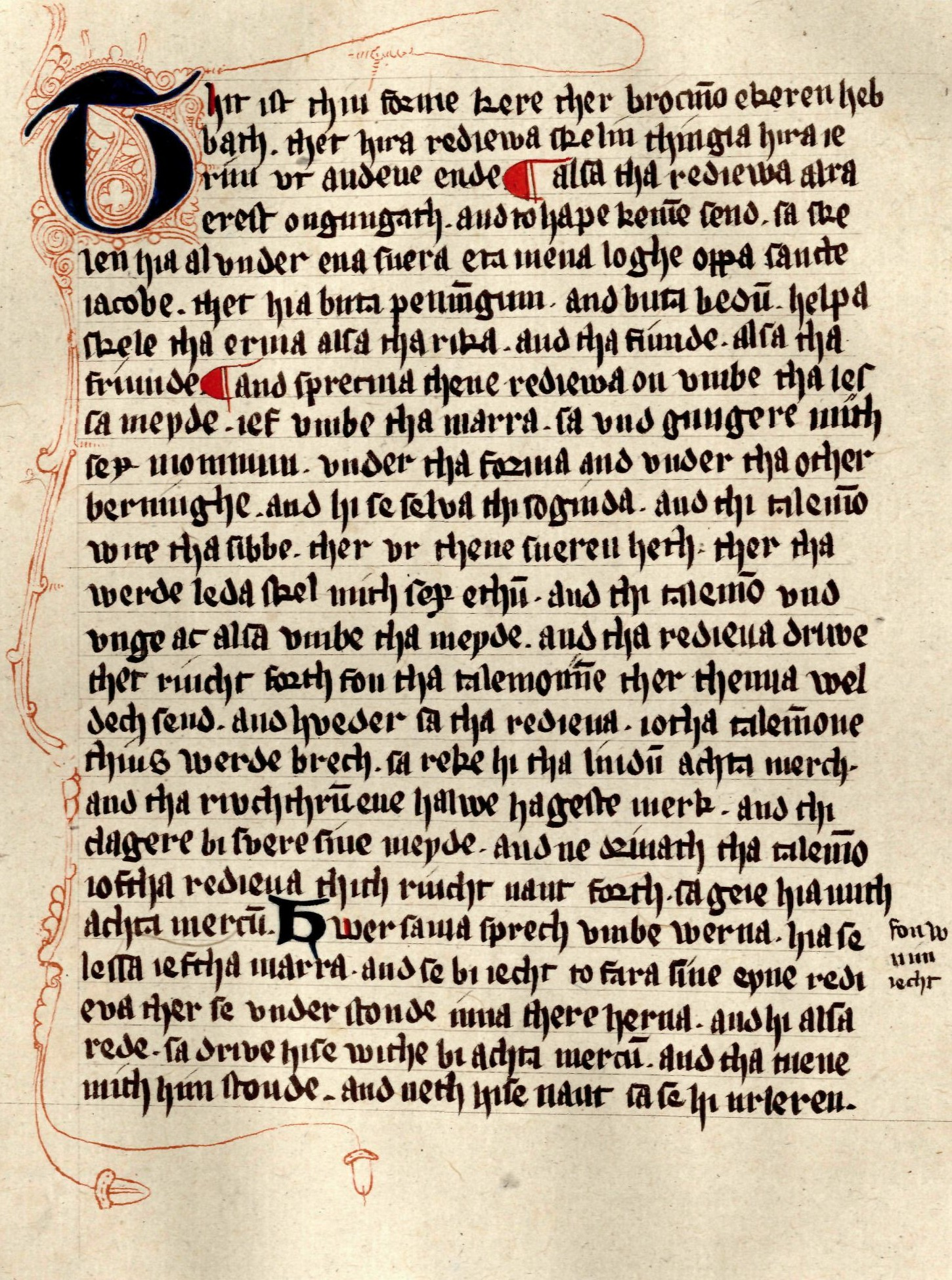
Der Brokmerbrief

Das Kloster Ihlow erlangte nach seiner Gründung schnell politische Bedeutung. In Ostfriesland waren die Ihlower Äbte im Auftrag der Päpste mehrfach in friedensstiftender und schlichtender Mission unterwegs. Im Jahre 1233 beauftragte Gregor IX. den Abt mit der Schlichtung eines Streits zwischen dem Östringer- und dem Harlingerland. Der erste namentlich erwähnte Abt von Ihlow, Menko, war an der Abfassung des Vertrages zwischen der Geistlichkeit, den Konsuln und der tota plebs (= universitas) des Emsgaues und der Stadt Norden sowie der Stadt Bremen beteiligt und unterzeichnete ihn als einer der Zeugen. Vertreter des Klosters wirkten zudem beim Friedensvertrag zwischen dem Bischof von Münster und den friesischen Landesgemeinden rechts und links der Ems 1276 mit. 1338 saßen sie bei den Verhandlungen um die Regelungen zur Wahrung des Friedens zwischen Friesen und Groningern mit am Tisch. 1340 besiegelte der Abt die Sühne-Regelung zwischen der Stadt Köln und dem Harlinger- sowie dem Norderland.
Auch innerhalb des Zisterzienserordens erlangte Ihlow eine wichtige Stellung. Im Jahre 1244 inspizierte der Abt gemeinsam mit seinem Amtskollegen aus Aduard das Augustiner-Klosters Gerkesklooster in Achtkarspelen, das in den Orden aufgenommen werden wollte. Mit dem Abt von Klaarkamp untersuchte der Ihlower Klostervorsteher 1247 das Benediktiner-Doppelklosters Menterna (bei Termunten) 1247, das eine Inkorporation beantragt hatte. Als der Abt von Hude im Jahr 1250 beim Generalkapitel eine Verlegung seiner Abtei beantragte, sandte dieses den Ihlower und der Loccumer Klostervorsteher nach Hude, um den geplanten Standort auf der Nordheide zu begutachten. In gleicher Mission war er 1260 gemeinsam mit dem Vaterabt im Nonnenkloster Marienkamp (Drente). Im Jahr 1292 wählte das Aduarter Konvent den Abt Albert von Ihlow zum Vorsteher. Dieser verstarb noch im gleichen Jahr. In den Jahren 1337/38 beauftragte Papst Benedikt XII. den Ihlower Konvent mit der Entscheidung über die Rechte an der Pfarrkirche von Kropswolde, über die sich das Kloster Rottum und die Stadt Groningen nicht einigen konnten. 1345 erneuerte Papst Clemens VI. den Auftrag zur Schlichtung des Streits. 1437 wies Eugen IV. den Abt an, die Schenkungen der Cirksena an das Karmeliterkloster Appingen zu kontrollieren und im Namen des Papstes zu bestätigen. Nikolaus V. ließ 1450 den Ihlower Klostervorsteher die vom Bischof von Münster gewünschte Zuordnung des Benediktinerklosters Sielmönken an das Augustinerkloster Marienkamp prüfen.
Nach der Herausbildung der Landesgemeinden in Ostfriesland gewann das Kloster weiter an Bedeutung. Im 13. Jahrhundert erfasste eine tiefe Marienverehrung die Brookmerländer. Die Mutter Jesu löste Jakobus den Älteren als Landesheiligen ab. Nach der Vereinigung des Brookmer- mit dem Auricherland war sie die zentrale Figur im Siegel der Landesgemeinde. Dies wird als Ausdruck des Einflusses des Klosters in Ihlow gedeutet. Der im Kloster aufbewahrte Brookmerbrief diente in Streitfällen als maßgebliche Rechtsquelle im Auricher- und Brookmerland. In § 161 heißt es dort: Behauptet einer der angeschuldigten Redjeven [= Richter], dass man ihm [laut seiner eigenen Kopie des Rechtsbriefes] Unrecht tue, so berufe man die anderen (Redjeven) zusammen; sind sie dann uneinig, so entscheide das der von den Mönchen aufbewahrte (Rechts-)brief. Von den mächtigen Familien des Landes erhielt das Kloster in der Folgezeit mehrfach erhebliche Schenkungen.

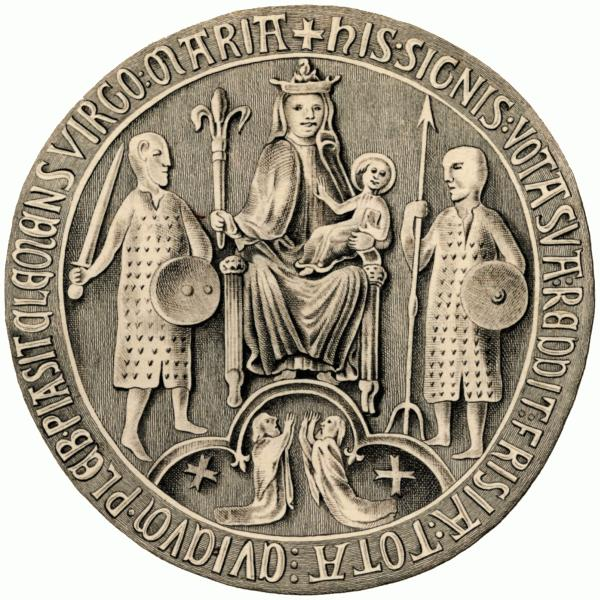
Siegel des Upstalsboom-Bundes (1324)

Zur Zeit der „friesischen Freiheit“ erreichte die politische Bedeutung ihren Zenit. Dafür sprechen mehrere Indizien. Zum einen lag der Versammlungsort des Landfriedensbundes, der Upstalsboom, in unmittelbarer Nähe von Ihlow. Daher kommt nur das Kloster als Aufbewahrungsort des Siegels und der Urkunden des Zusammenschlusses der Landesgemeinden in Frage. Es war möglicherweise Archiv und Kanzlei des Bundes. Wahrscheinlich geht auch das Siegel des Bundes auf das Kloster Ihlow zurück. Es zeigt die thronende Jungfrau Maria als Schutzpatronin aller Friesen und der Zisterzienser mit dem Jesusknaben zwischen zwei friesischen Kriegern. Die unterhalb des Marienthrones abgebildeten fürbittenden Mönche werden als Hinweis auf die Ihlower Geistlichen verstanden, die ihren Anteil am Geschäftsverkehr des Bundes hatten. Auch die Siegelumschrift, die offensichtlich in Anklang an eine von dem Zisterzienserorden genutzte Segensformel gebildet worden ist, spricht für den Einfluss der Ihlower Mönche. In lateinischer Sprache steht dort geschrieben HIS SIGNIS VOTA / SVA REDDIT FRISIA TOTA / CVI CVM PROLE PIA / SIT CLEMENS VIRGO MARIA (= Mit diesem Zeichen bekräftigt ganz Friesland seine Zusagen, dem mit dem heiligen Knaben die Jungfrau Maria gnädig sei). Sie geht möglicherweise auf die zisterziensische Segensformel „Nos cum prole pia benedicat virgo Maria“ (= Mit dem Kinde segnet uns die fromme Jungfrau Maria) aus dem Marianischen Offizium des 11./12. Jahrhunderts zurück.

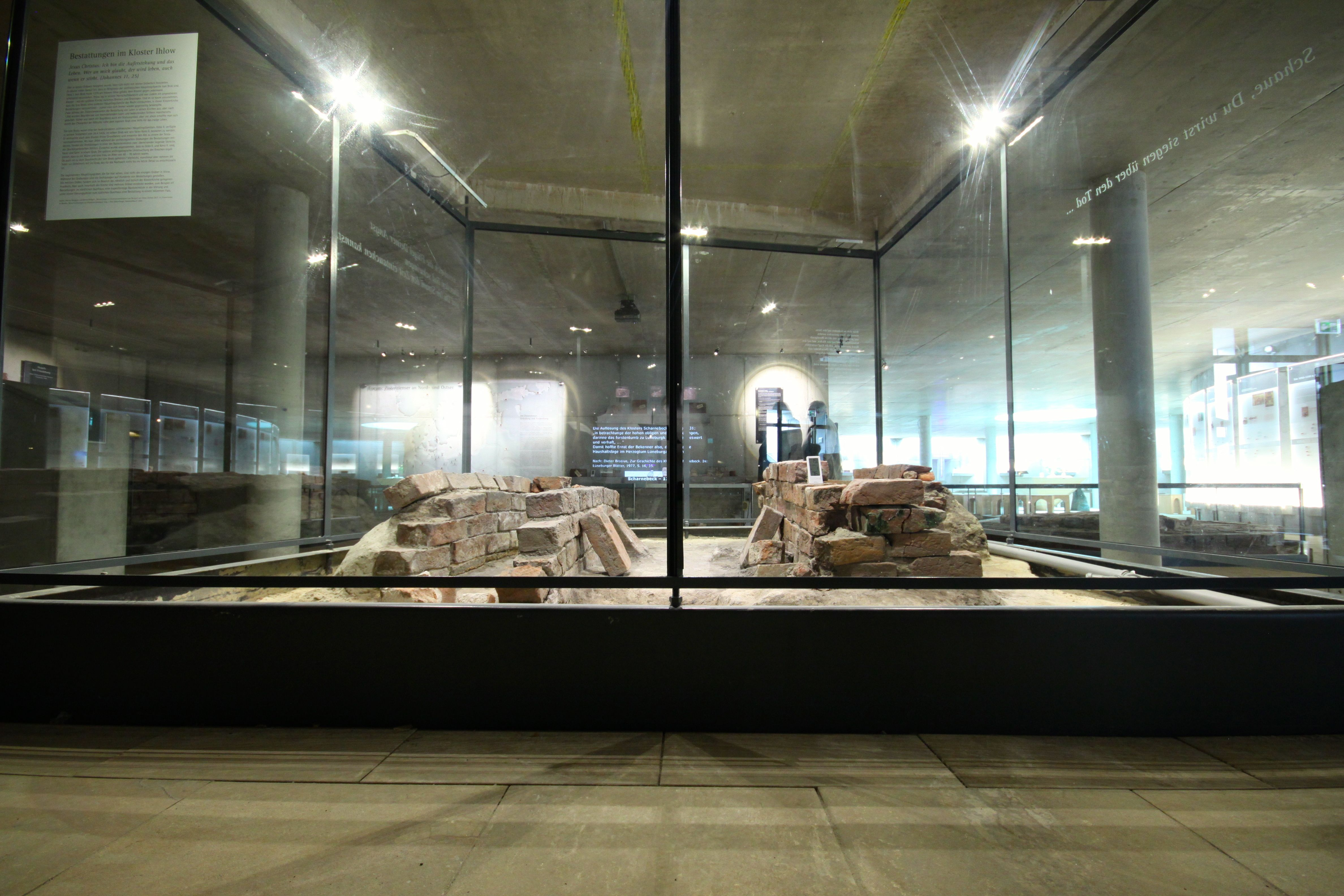
Aus Backsteinen gemauerte Gräber in der Kirche

Im Verlauf des 14. Jahrhunderts zerfiel die Redjeven-Verfassung zusehends. An die Stelle der Landesgemeinden traten einflussreiche Familien, die als „Häuptlinge“ (hovedlinge) die Macht über mehr oder weniger weite Gebiete an sich rissen. Ihlow lag fortan im Herrschaftsbereich der tom Brok. Am 20. Mai 1378 erklärte sich Häuptling Ocko I. tom Brok zum Schutzherren des Klosters. Dazu gelobte er am Altar der Abtei feierlich, das Stift gegen jedermann zu verteidigen und hinterlegte eine in Landessprache gefasste Urkunde, die dies festhielt. Die Nachkommen Ockos brachten dem Konvent als weltliche Stifter finanzielle Unterstützung bei und sorgten so für Reichtum und politische Anerkennung. Möglicherweise war das Kloster auch die Grablege des Geschlechts. Eigentlich durfte nach den Statuten des Ordens niemand in der Kirche eines Zisterzienserklosters beerdigt werden, Äbte laut einem Statut von 1180 im Kapitelsaal, der Prior und hoch angesehene Mönche meist im Kreuzgang. Die eigentlichen Mönche und Konversen sowie die Bediensteten des Klosters wurden auf dem Klosterfriedhof beigesetzt. Diese Regel fand jedoch immer weniger Anwendung. So auch in Ihlow, wo bei Grabungen im Querhaus insgesamt zehn Bestattungen zutage kamen. In der Regel wurden innerhalb von Klosterkirchen nur Angehörige von Stifterfamilien beerdigt, die dem Kloster Sachwerte oder Grundbesitz übertragen hatten. Deshalb handelt es sich bei den in der Ihlower Klosterkirche gefundenen Gräbern mit großer Sicherheit um die letzte Ruhestätte lokaler Machthaber. Dafür kommen im Bereich von Ihlow nur die tom Brok in Frage. Das Kloster war das bedeutendste in ihrem Herrschaftsbereich. Die meisten Bestatteten waren in Holzsärge gebettet. Zwei der Gräber dieser Reihe waren aus Backsteinen gemauert. In einer Backsteinkiste lagen zwei Skelette unmittelbar aufeinander. Der Historiker Hajo van Lengen vermutet, dass es sich dabei um die sterblichen Überreste von Ocko II. tom Brok und seines Vaters Keno II. handelt. Der letzte männliche Vertreter des Häuptlingsgeschlechtes, Ocko, hatte den Abt von Ihlow in seinem Testament vom 16. April 1435 als Vollstrecker seines letzten Willens eingesetzt und verfügt, im selben Grab wie sein Vater bestattet zu werden. Wo sich dieses Grab befand, wird in der Urkunde nicht erwähnt. Daher muss es dem Abt bekannt gewesen sein.
Das 14. und 15. Jahrhundert war eine Zeit des Niedergangs. Eine Vielzahl von Krisen (Hungersnöte, mangelnder Absatzmarkt für Waren, Seuchen) führte damals zu einem Verlust der öffentlichen Ordnung. Von 1347 bis 1353 wütete in Europa die Pest, der schätzungsweise 25 Millionen Todesopfer – ein Drittel der damaligen europäischen Bevölkerung – zum Opfer fielen. Die Seuche hatte Ostfriesland über Utrecht erreicht, sich über die Hafenstädte ausgebreitet und die Bevölkerung dezimiert. Im 14. Jahrhundert eskalierten zudem die Spannungen unter den ostfriesischen Häuptlingen. Vor allem die Zisterzienser und die Prämonstratenser gerieten in einen Streit um die weitere Ausrichtung ihrer Orden. So standen sich Schieringer (Konversen der Zisterzienser, benannt nach ihrer „schieren“, grauen Tracht) und „Vetkoper“ (Laienbrüder der Prämonstratenser, „Händler mit fettem Vieh“) gegenüber. Der Streit war eine Folge der Agrar- und der Glaubenskrise des 14. Jahrhunderts. Daraufhin verfolgten die Prämonstratenser als Vertreter der Kauffahrer des Hansebundes und der Stadtpatrizier eine patriarchalisch denkende, aristokratische, feudalistische und auf Tradition pochende Politik, während die Zisterzienser auf die Krise mit Reformen reagierten.
Innerhalb der friesischen Niederlassungen der Zisterzienser wurden die strengen Regeln des Ordens immer weniger befolgt, so dass die Verhältnisse neu geordnet werden mussten. Das Generalkapitel der Zisterzienser entsandte daraufhin im Jahre 1412 den Abt Johann Boyng von Menterna nach Ihlow, um die Disziplin wiederherzustellen. Boyng hatte zuvor bereits das Schwesterkloster Termunten erfolgreich reformiert und war vom Generalkapitel nach 1408 wiederholt zum visitator, corrector et reformator der friesischen Zisterzienserklöster ernannt worden. Die Gemeinschaft in Ihlow bestätigte Boyng als Abt. Ein Amt, dass er bis 1418 innehatte. In Ihlow sollte er über die Einhaltung der Disziplin und der strengen Regeln der Zisterzienser wachen. Möglicherweise spielte bei dem beobachteten Sittenverfall in Ihlow der auf Antrag Boyngs gefasste Beschluss des Generalkapitels von 1412 eine Rolle, der die Anwesenheit von Frauen im Kloster betraf. Danach war Frauen nur noch gestattet, mit dem Toten und dem Grabgefolge um den Friedhof herumzugehen, wenn sie ihre Angehörigen beim Kloster begraben ließen. Außerdem durften sie der Totenmesse nur noch im nördlichen Teil der Klosterkirche beiwohnen. Die geistigen Reformen des Boyng gehen auf Ideen der devotio moderna und der aus ihr abgeleiteten Windesheimer Kongregation zurück. Die Zahl der Laienbrüder und Konversen beschränkte Boyng auf ein Minimum. Gründe dafür waren zum einen Disziplinprobleme bei Laienbrüdern sowie die Erfahrung der Auseinandersetzung zwischen Schieringern und Vetkopern gewesen. Andererseits wurden sie nicht mehr benötigt, da der Grundbesitz der Klöster in den Vorwerken und Grangien verpachtet wurde. In Ihlow sorgten die Reformen in der Folge für einen großen Ansehensgewinn. Dies lässt sich mit einem Anstieg der frommen Stiftungen, die das Kloster gegen Ende des 15. und zu Beginn des 16. Jahrhunderts erhielt, belegen.
Auf die fehdenreichen spätmittelalterlichen Häuptlingszeit folgte der Aufstieg der Cirksena zu den neuen Herrschern Ostfrieslands. Dabei erlitt das unbefestigte Kloster im Jahre 1450 bei den Auseinandersetzungen des Ulrich Cirksena mit der Stadt Hamburg um die Vorherrschaft in der Region erste bauliche Schäden. Die Zisterzienser setzten es anschließend wieder in Stand. In den folgenden Jahren erhielt es wiederholt größere Schenkungen aus dem Grafenhaus. So stiftete beispielsweise Gräfin Theda 1494 dem Kloster Ihlow die sehr große Summe von 100 rheinische Gulden, um für ihr Seelenheil beten zu lassen. Ihlow blieb auch dank der Schenkungen das wirtschaftlich stärkste der 28 ostfriesischen Klöster. Der Reichtum des Klosters findet seinen Ausdruck im Ihlower Altar, der die Reformation überstanden hat. Diesen stellten die Zisterzienser Anfang des 16. Jahrhunderts in der Abtei auf. Zuvor bestand der Altar nur aus einem einfachen Holzkreuz. Zudem erhielt die Klosterkirche eine Orgel.
Bei der sächsischen Fehde wurde das Kloster 1514 erneut in Mitleidenschaft gezogen.

### Säkularisation 1529

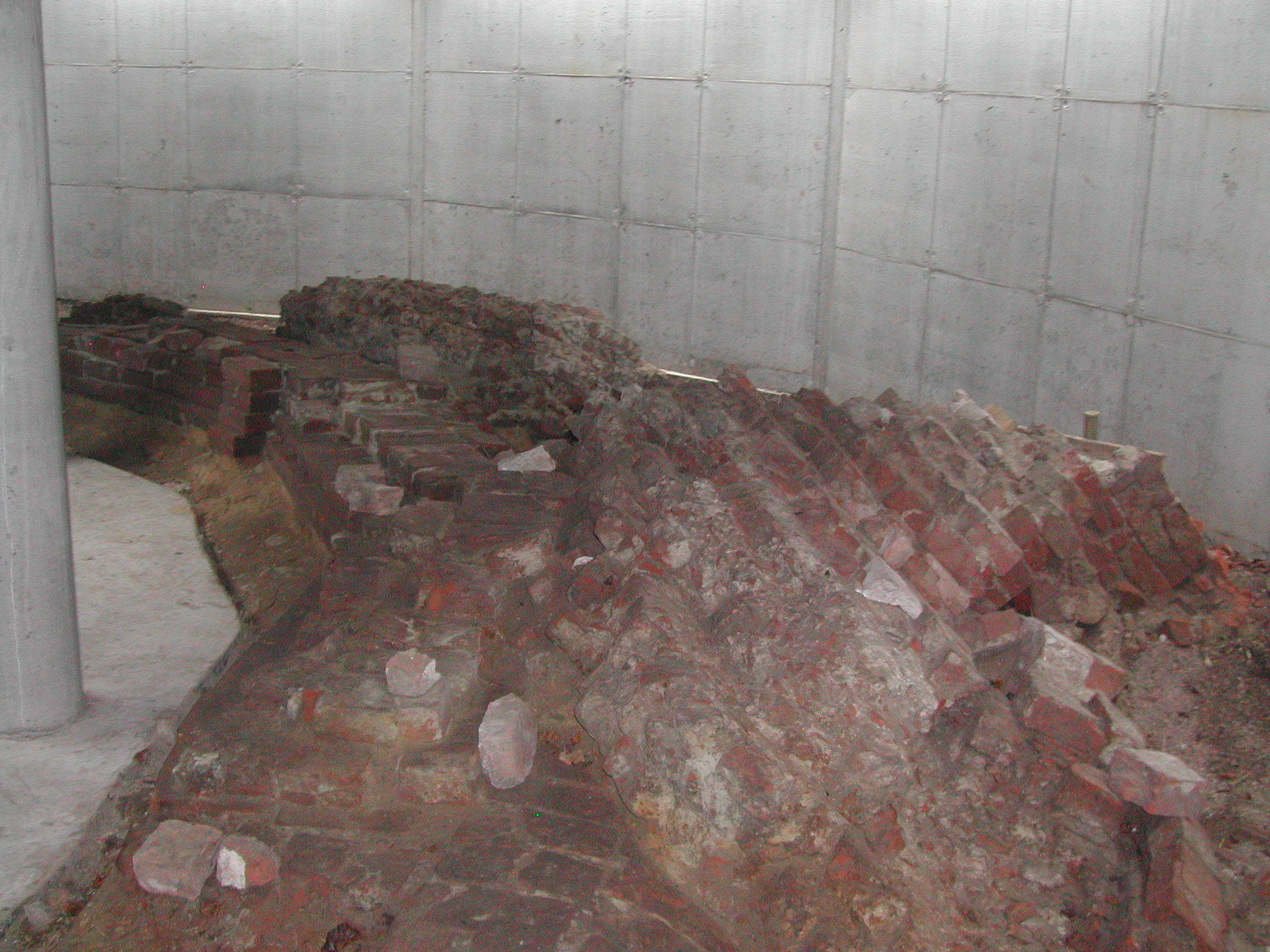
Kloster Ihlow – Reste der untergrabenen Fundamente

Nach rund dreihundertjährigem Wirken im wirtschaftlichen und politischen Leben Ostfrieslands fiel das Kloster Ihlow 1529 der Reformation zum Opfer. Durch die Säkularisation fiel das Kloster in die Hände der ostfriesischen Grafen Enno II. und Johann. Eine päpstliche Verfügung sprach die Klostergüter dem Abt von Aduart zu. Dieser konnte seine Ansprüche jedoch nicht durchsetzen. Der Landesherr aus der Cirksena-Familie löste das Kloster auf und eignete sich den Besitz an. Altar und Orgel ließ der Graf nach Aurich bringen. Das Archiv wurde anschließend aufgelöst, so dass heute nur noch zwei Urkunden erhalten sind.
Der letzte Abt, Antonius von Senden, trat 1529 aus dem Kloster aus und zum neuen Glauben über. Ein Teil des Konvents folgte seinem Beispiel. Die Grafen Enno und Johann verliehen van Senden daraufhin die Pfarrstelle zu Larrelt, die übrigen Mönche wurden von den ostfriesischen Grafen mit Geld abgefunden, die ältesten von ihnen erhielten einen Lebensunterhalt. 1533/34 wurde das Kloster von Balthasar von Esens teilweise zerstört.
Johann ließ die Klosterkirche und Teile der Klausur abreißen, um sich ein Schloss errichten zu lassen. Die Gründe für den Abriss sind einerseits in den hohen Unterhaltungskosten zu suchen. Andererseits wollte Johann politische Tatsachen schaffen, denn ohne Kirche konnte der Zisterzienserorden die Rückgabe von Ihlow kaum fordern.
Das Klosterareal war in der Folgezeit bevorzugtes Jagdrevier der ostfriesischen Grafen. Das Klostergelände nutzten sie profan weiter. Der Westflügel samt vorgelagertem Kreuzgang und der östliche Kreuzgangarm nebst dazugehörigem Gebäudeflügel blieben stehen und zum Gästehaus des Jagdhauses umfunktioniert, das Graf Johann in Ihlow errichten ließ. Wo dieses Gebäude stand, ist bisher noch unklar. Johann war es auch, der in Ihlow das erste Wild ansiedelte.

### Weitere Nutzung
Zwischen 1608 und 1612 errichtete Graf Enno III. im westlich des heutigen Forsthauses ein kleines, barockes Jagdschloss, das die Grafen und Fürsten von Ostfriesland von Mai bis September als Sommerresidenz nutzten. Das Gebäude war ein 13 mal 10 Meter großes Haus mit Treppenturm. Zudem ließ Enno III. im selben Jahr die heute noch vorhandene Lindenallee anpflanzen, die vom Krummen Tief auf den Bau zuführte. Vorbild dafür waren französische Prachtgärten. Ihlow war fortan neben Burg Berum, dem Lustschloss in Sandhorst und dem Jagdhaus in Meerhusen das meistbesuchte Jagdrevier der ostfriesischen Fürsten. Dass in Ihlow ein relativ kleines Gebäude als Sommerresidenz für die ostfriesischen Herrscher und ihre Familien stand, erklärt die Archäologin Marion Brüggler damit, dass in Ihlow eine Anzahl weiterer Gebäude aus klösterlicher Zeit standen, wie auf einer Karte von 1744 vermerkt. Dort waren Gäste- und Dienstbotenzimmer, Küche und Stallungen untergebracht. Auf dem Gelände befand sich zudem das Gestüt der ostfriesischen Fürsten. In einer Urkunde aus dem Jahre 1644 wird die Zahl von 189 Pferden in Ihlow erwähnt.
Nach dem Aussterben der Cirksena fielen Ostfriesland und die Besitztümer der Fürsten im Jahre 1744 an König Friedrich II. Die neue preußische Verwaltung verkaufte 1749 zunächst das landwirtschaftliche Inventar und ließ die Einrichtung des Jagdschlosses nach Berlin transportieren um sie dort zu versteigern. Im Jahre 1756 kaufte Peter Janssen Haneborger das Jagdschloss mit der Erlaubnis, es abzureißen, was er 1763 tat. Haneborger erbaute dafür ein Gartenhaus (Jägerwohnung) in Ihlow. 1797 erhielten die Besitzer des Gartenhauses die Konzession, um für „das zum Vergnügen nach Ihlow reisende Auricher und Emder Publikum eine Wein- und Cafee-Schenke zu halten“. Das Gelände der Klosterwüstung wurde anschließend landwirtschaftlich genutzt. Im Jahre 1804 stand ein erstes Forsthaus auf dem Areal, ein Vorgängerbau des heutigen Gebäudes.
Nach der Schlacht bei Jena und Auerstedt 1806 wurde Ostfriesland in das Königreich Holland und damit in den französischen Machtbereich eingegliedert. 1810 kam es als Departement Ems-Orientale (Osterems) unmittelbar zum französischen Kaiserreich. Die neuen Machthaber ließen den Ihlower Wald ab 1811 plündern, um Bäume für den Bau von „Napoleonschanzen“ auf den Inseln, darunter die auf Norderney, zu gewinnen. Insgesamt fuhren in dieser Zeit 45 Fuhrwerke mit 130 vorgespannten Pferden mehr als 2000 Eichen nach Dornumersiel. Ob dabei auch die Lindenallee beschädigt wurde, ist nicht mehr feststellbar. Das Alter der heutigen Bäume deutet aber darauf hin.
Ende des 20. Jahrhunderts wurde das Forsthaus umfassend renoviert und wird seither als Seminarraum, Café und Ausstellungsraum zur Klostergeschichte genutzt.

### Archäologische Wiederentdeckung

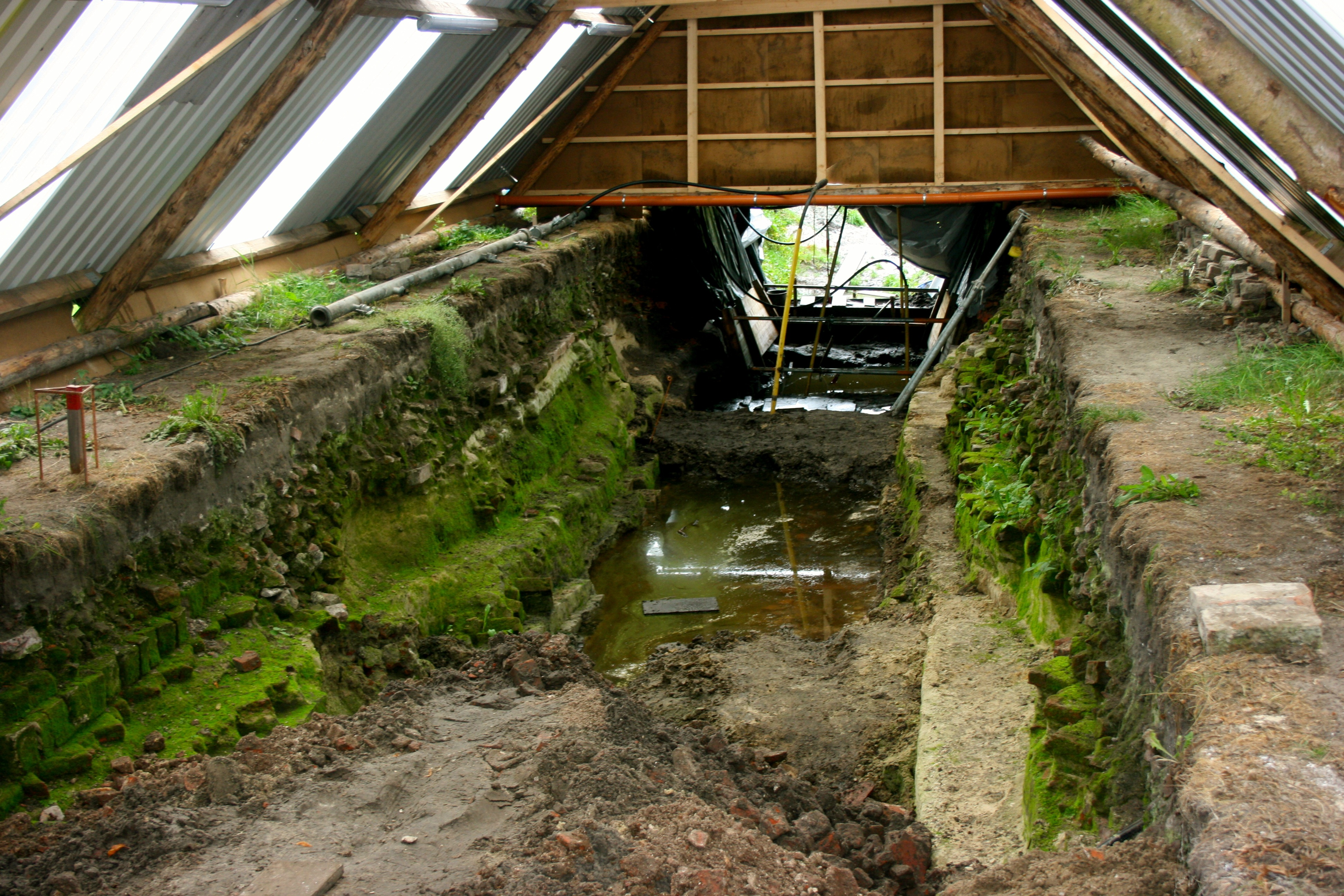
Archäologische Grabungen im Jahre 2007

Landschaftsrat Harm Wiemann regte im Jahre 1970 an, das ehemalige Zisterzienserkloster Ihlow aufgrund seiner Bedeutung für die geschichtliche Entwicklung Ostfrieslands zu untersuchen. Daraufhin begannen 1973 unter der Leitung von Wolfgang Schwarz erste Grabungen auf der Wüstung. Bekannt war bis zu diesem Zeitpunkt lediglich, dass sich das Kloster einst auf der Lichtung befand, nicht jedoch die Lage der Klosterkirche. Dabei entdeckten die Archäologen in zwei kleinen Suchschnitten ein klosterzeitliches Gebäude, das offenbar als Schmiede diente. Auf Initiative der Gemeinde Ihlow begann die Ostfriesische Landschaft im August 1977 mit weiteren Probegrabungen in Ihlow. Ziel war, den Standort der Klosterkirche zu ermitteln. Dieser konnte mit der Entdeckung eines Teils des Chorbogens mit anschließendem Pfeilerfundament sowie eines Teils der Fundamente einer Pfeilerreihe im Westen nachgewiesen werden. Bei den folgenden Grabungen in den Jahren 1983 bis 1985 ermittelten die Wissenschaftler nach und nach den Grundriss der Backsteinkirche. Ziel der Kampagne von 1990 war die Suche nach stratifizierten Hölzern, um die Baugeschichte der Klosterkirche anhand von dendrochronologischen Daten untersuchen zu können.
Ab 1989 begann die Untersuchung der Klausurgebäude, die in mehreren Grabungen bis 2008 fortgesetzt wurde. Bei einer 2005 durchgeführten geophysikalischen Prospektion eines 6,4 Hektar großen Teils der Wüstung zeigten sich zahlreiche Strukturen, die auf umfassende bauliche Aktivitäten schließen lassen. In den Jahren 2003 und 2004 führte die Ostfriesische Landschaft Grabungen im Bereich des ehemaligen Jagdschlosses durch.

## Wirtschaftstätigkeit

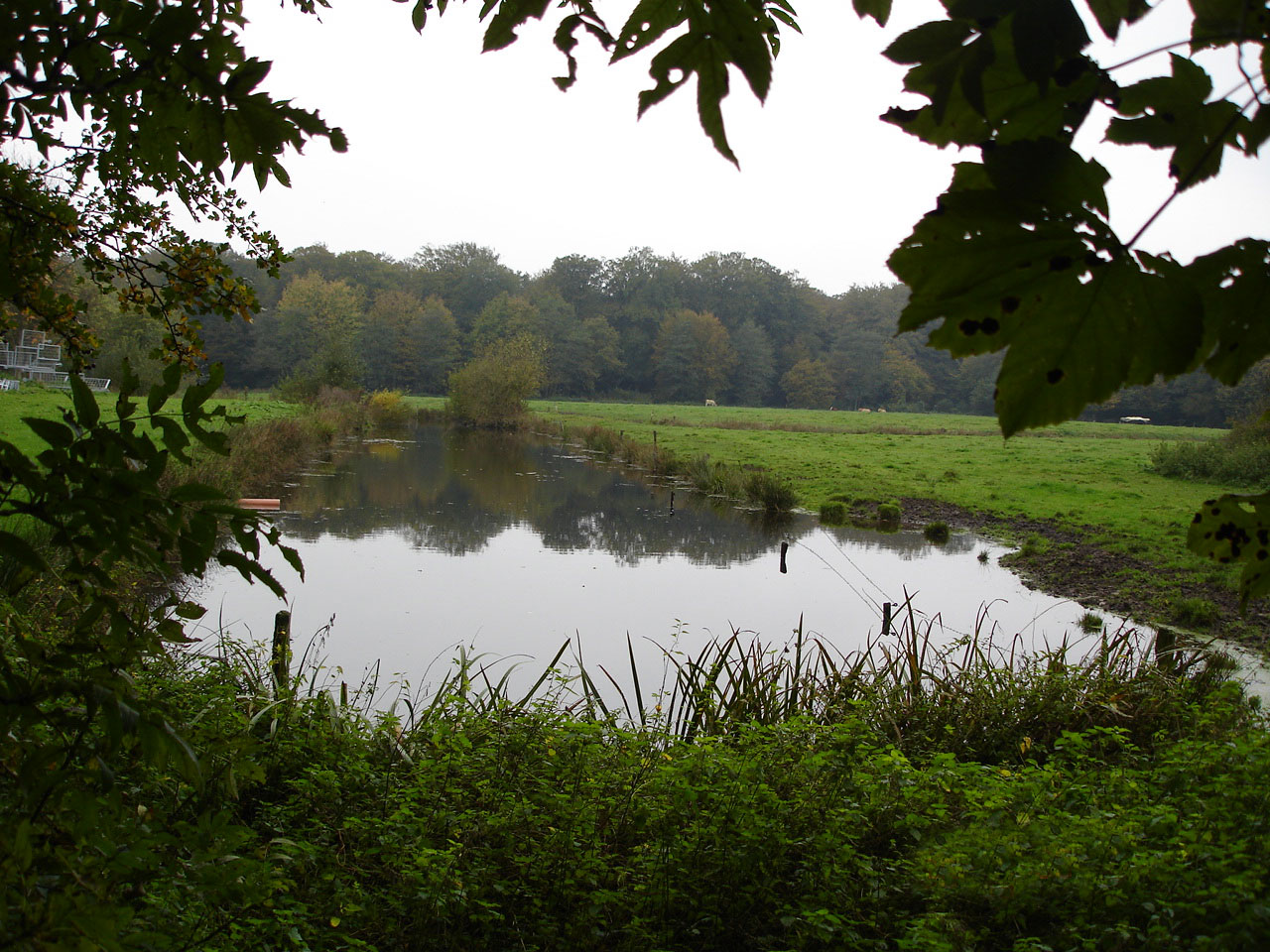
Kloster Ihlow – Fischteich

Basis der erfolgreichen Wirtschaftstätigkeit war der Grundbesitz des Klosters. Im Laufe seines Bestehens hatte das Kloster Ihlow 368 Hektar Land in Nutzung und damit einen gewichtigen Anteil an der Kolonisation des südlichen Auricher Landes. Aus Testamenten geht eine enge Beziehung zu den Landesherren der tom Broks hervor, die als weltliche Stifter dem Kloster finanzielle Unterstützung und politisch Reichtum und Anerkennung gebracht haben dürften. In der Folge erhielt das Kloster reiche Seelgerätstiftungen, Schenkungen und Liegenschaftsübertragungen von einzelnen Mitgliedern des Grafenhauses, von führenden Vertretern der lokalen Ritterschaft sowie einer Reihe von Bürgern. Ihlow entwickelte sich in der Folge zu einer der größten und wirtschaftlich mächtigsten ostfriesischen Abteien und nahm eine überragende Stellung ein.
Der Konvent verfügte über weite Meedeflächen. Diese konzentrierten sich auf Gebiete um das Krumme Tief und das spätere Fehntjer Tief. Zur Verwaltung seiner Besitztümer unterhielt das Kloster Grangien, Vorwerke und Wirtschaftshöfe. Nachgewiesen sind solche in Mönnikeborgum, im Riepster Hammrich, an der Leybucht, in Simonswolde, Timmel und Victorbur sowie weiter entfernt im Ostergroden bei Dornum. Streubesitz hatte das Kloster zudem in Hinte, Logum, Marienwehr, Uphusen und Uttum.
Besondere Bedeutung für das Kloster hatte die auf dem Wasserweg gut zu erreichende Stadt Emden. Dort unterhielt es ein Stadthaus, über das es enge wirtschaftliche Beziehungen pflegte. Die Bürger Emdens überließen dem Kloster darüber hinaus Geldleistungen und Naturalien.
Auf den weiten Flächen betrieben die Mönche Ackerbau und Viehzucht. Die Mönche bewirtschafteten auch den Wald und legten in unmittelbarer Nähe des Klosters eine Lichtung und mehrere Teiche zur Fischzucht an. Den Mönchen kam sehr bald eine wirtschaftliche Vorbildfunktion zu. Das Kloster wurde durch seine gute Vernetzung mit den anderen Zisterzienserhäusern zu einem Musterbetrieb, über den neue Agrar- und Wirtschaftstechniken Einzug in Ostfriesland hielten, sei es bei der Urbarmachung der Sümpfe, der Anlage von Mühlen, beim Anbau von Getreide oder beim Ackerbau und der Viehzucht. Diese Arbeiten wurden weniger von den Chormönchen als vielmehr von den Konversen, den Laienbrüdern mit verringerten Gebetspflichten, oder von angestellten Arbeitern ausgeführt. Dabei folgten die Mönche dem Grundsatz aus der Tradition der Benediktiner, Ora et labora. Das Beten („ora“) übernahmen die Mönche, das Arbeiten („labora“) die Konversen und Lohnarbeiter. Vom Zisterzienserkloster Ihlow verbreiteten sich neue Techniken und Methoden in der Landwirtschaft, im Wasserbau, im Bauwesen und im Handwerk.
Daneben war es an der Rückgewinnung von Ländereien maßgeblich beteiligt, die durch den Einbruch der Leybucht verloren gegangenen waren. Ab 1517 gehörte der Abt von Ihlow zu den Funktionsträgern der Oberemsischen Sielacht, ein Beleg für die große wirtschaftliche Bedeutung des Klosters. Der Abt war einer von zwei Sielrichtern, die das Auricher Land für jenen südwestlichen Teil seines Gebietes stellte, der durch das Oldersumer Siel entwässerte.

## Baugeschichte

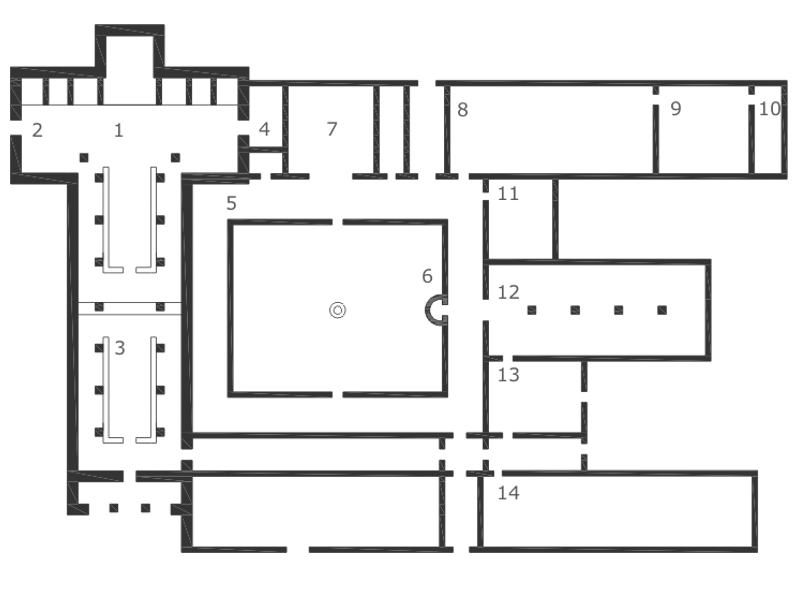
Idealplan eines Zisterzienserklosters

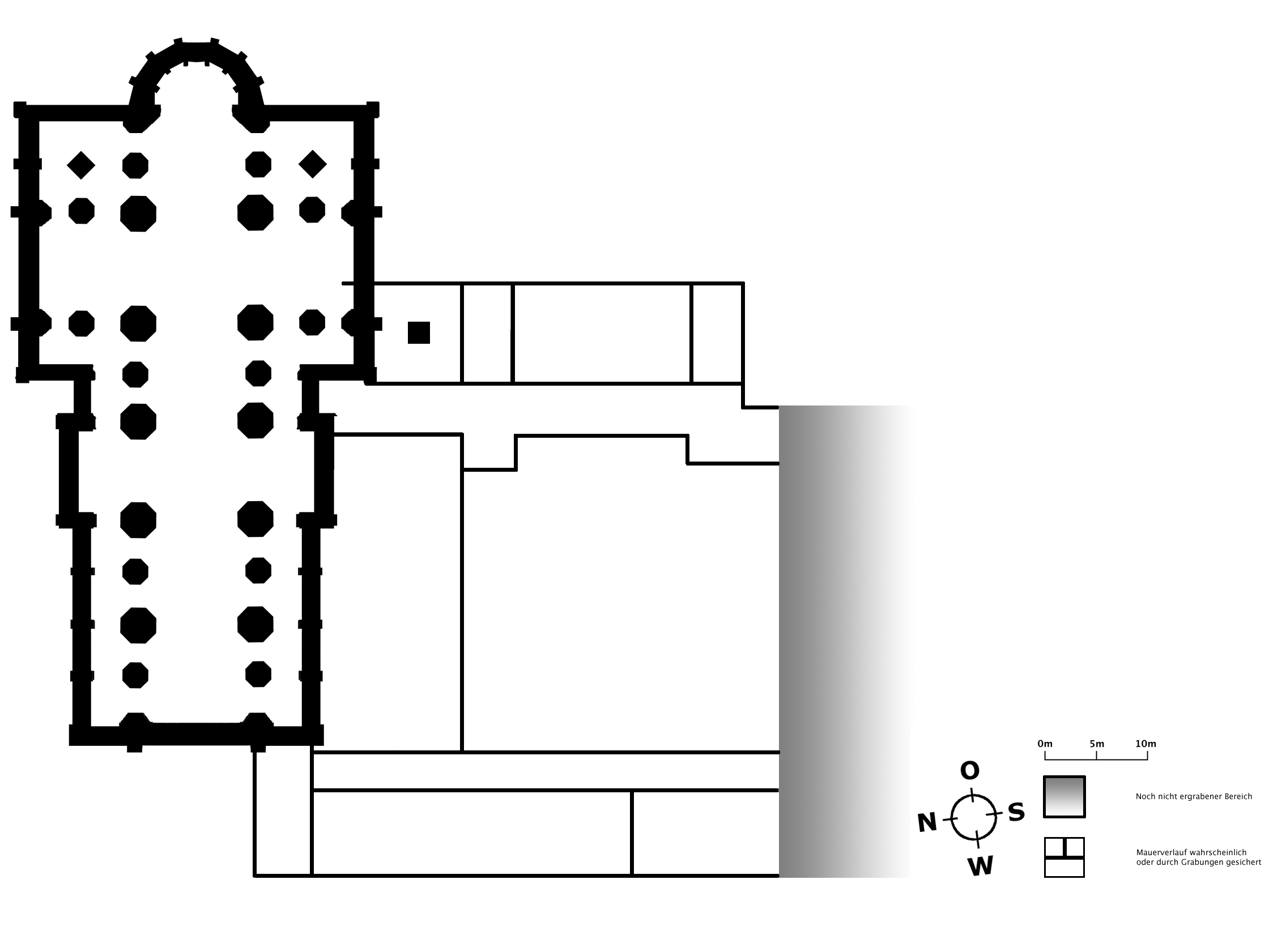
Rekonstruierter Grundriss von Kirche und Klausur des Klosters Ihlow, Bauzustand des 15./16. Jahrhunderts

Große Teile des ehemaligen Klosters Ihlow sind baugeschichtlich noch unsicher bis unbekannt. Unklar ist bisher, wo sich die erste hölzerne Kirche befand und wie das Innere der Backsteinbasilika aussah. Eine Bautätigkeit wird von 1230 bis ins frühe 14. Jahrhundert vermutet. Vermutet wird, dass Ihlow nach den Vorgaben des Idealplans eines Zisterzienserklosters errichtet wurde. Dieser sah die Errichtung von Klöstern in abgeschiedenen Gebieten vor, in denen die Mönche nicht durch äußere Einflüsse in der Ausübung ihrer Lebensform gestört werden konnten.
Weite Bereiche der ehemaligen Wüstung sind bis dato nicht Gegenstand von Ausgrabungen gewesen. Die Untersuchungen des Archäologischen Dienstes der Ostfriesischen Landschaft konzentrierten sich auf die Klosterkirche und ein Teilareal der Klausur, so dass der Grundriss der Abtei sowie des Ost- und des Westflügels bekannt sind. Unklar ist hingegen nach wie vor die Bebauung im Bereich des Südflügels der Klausur.
Nach der Säkularisation ließen die ostfriesischen Grafen die Klostergebäude abtragen, so dass sich von ihnen heute keine aufgehenden Mauerreste mehr finden. Die Baugeschichte des Klosters wird daher weitgehend mit Methoden der Archäologie beleuchtet. In Ihlow griffen die Mönche stark in die Landschaft ein, um den Baugrund für das Kloster vorzubereiten. Die Lichtung, auf der das Kloster erbaut wurde, hat eine Größe von neun Hektar und war mit verschiedenen Bauten bestanden. Zentral befand sich ein kleiner natürlicher Hügel in dem ansonsten eher tief liegenden und feuchten Gelände. Diesen erhöhten die Mönche durch Aufschüttungen, um darauf provisorische Bauten zu errichten. Ein umgeleiteter Bach diente der Klosteranlage zu Kanalisationszwecken.

### Erste Bauten in Ihlow
Mit der Einführung des ersten Abtes in Ihlow muss im Jahre 1230 Grundbestand an Gebäuden vorhanden gewesen sein, der ein klösterliches Leben ermöglichte. Nach dem Ergebnis der Ausgrabungen erhöhten die Mönche zunächst einen kleinen natürlichen Hügel in der ansonsten eher feuchten Gegend und errichteten darauf ein rund elf Meter breites und 22 Meter langes Gebäude. Dessen Nord-Süd-Ausrichtung schließt eine Nutzung als Kapelle aus. Da die Relikte dieses Baus sich unter dem späteren Ostflügel befanden, handelt es sich wahrscheinlich um das erste Dormitorium. Zu dessen Errichtung nutzten die Zisterzienser die bis zu diesem Zeitpunkt völlig untypische Technik der Schwellrahmenbauweise, die auf Erfahrungen des Ordens mit Steinbauten zurückging.
Ein erstes, hölzernes Oratorium lag möglicherweise im Südwesten der Klosterkirche (und damit außerhalb der bisherigen Grabungen), da der Hügel nach dorthin anstieg. In unmittelbarer Nähe dieses vermuteten Baus gab es während der frühen Klosterzeit in der Vierung der späteren Klosterkirche einen Friedhof, auf dem die Gräber mit Eichenplanken abgedeckt waren. Die Belegung begann um 1234.

### Errichtung der Klosterkirche

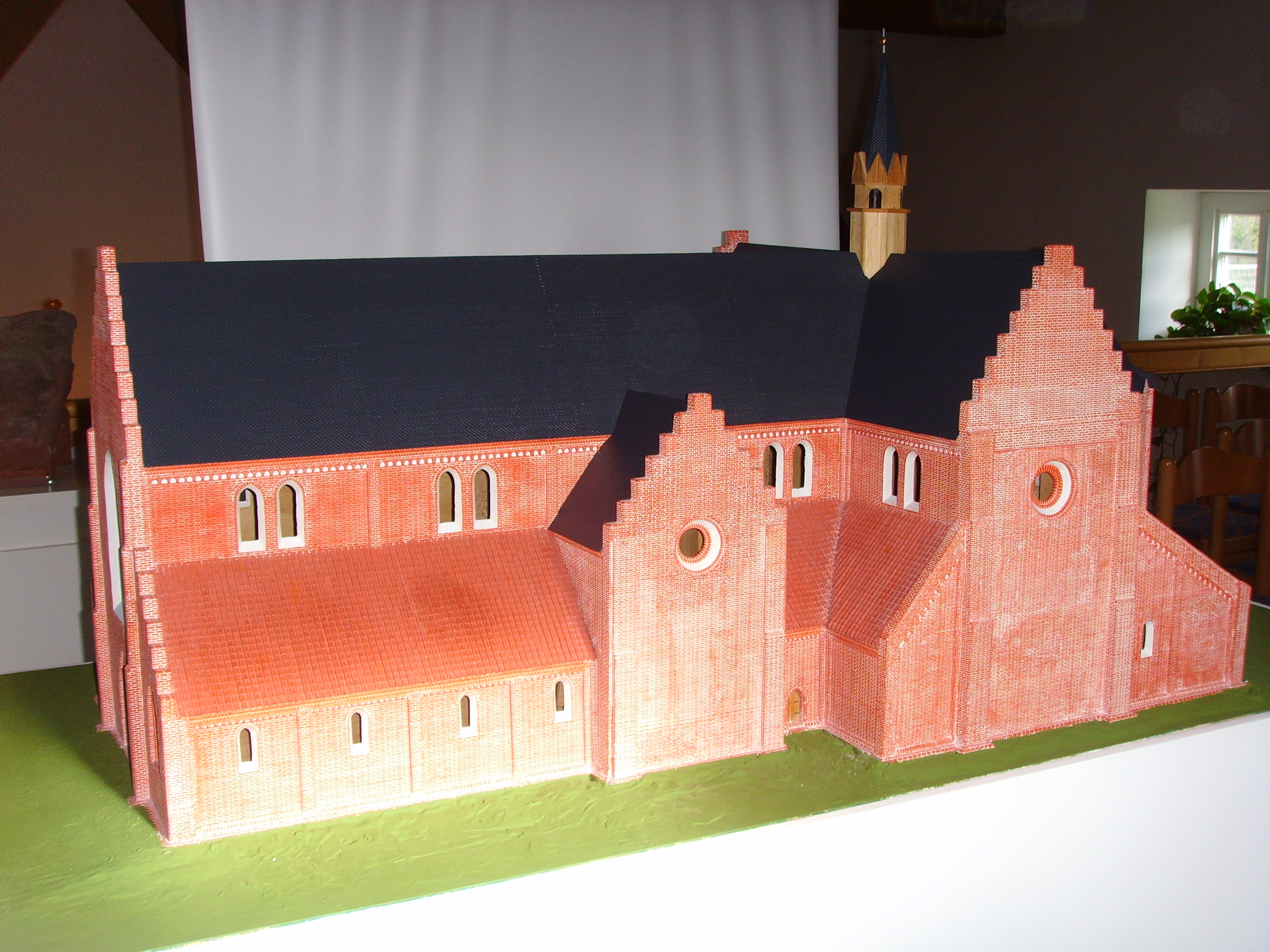
Modell der Klosterkirche

Wann der Grundstein für die steinerne Klosterkirche gelegt wurde, ist unklar. Mit ihrem Bau kann erst begonnen worden sein, nachdem das jüngste Grab belegt wurde, denn der erste Friedhof wurde durch die Backsteinkirche überbaut und einige Gräber dabei zerstört. Da die letzten Bestattungen auf dem ersten Friedhof des Klosters nach dendrochronologischen Analysen um oder nach 1270 stattfanden, begann die Errichtung der Basilika mit großer Sicherheit am Ende des 13. Jahrhunderts. Der Grund, auf dem die Kirche errichtet werden sollte, war noch uneben, zum größten Teil tief gelegen und dadurch feucht. Zunächst fällten die Zisterzienser Bäume am Rand des vorhandenen Hügels und schütteten diesen massiv auf, um ausreichend Platz für die Backsteinbasilika zu schaffen. Anschließend legten die Handwerker Fundamentgräben an, deren tiefere Lagen sie mit Sand füllten, nivellierten und verfestigten, um so eine tragfähige Grundlage für das Fundament zu schaffen. Diese Maßnahmen sollten einen Grundbruch verhindern. Eine Gründung direkt auf der Sohle kam nicht in Frage, da die Fundamente dann teilweise im Grundwasser gelegen hätten. In Analogie zur etwa zeitgleich errichteten Kirche des Klosters Chorin betrug die Bauzeit etwa 25 bis 30 Jahre, so dass der Bau in Ihlow wahrscheinlich um 1300 abgeschlossen wurde.
Das Gebäude entstand ohne größere zeitliche Unterbrechungen in einem Zug. Zunächst errichteten die Zisterzienser den Ostteil des Gebäudes. Die Bauarbeiten begannen im Vierungsbereich mit dem Apsisbogen. Das Langschiff wurde danach in west-östlicher Richtung und das Querschiff in süd-nördlicher Richtung gebaut. Nach ihrer Fertigstellung war die im Stil der Romano-Gotik errichtete Basilika mit einer Breite von 33,80 Metern im Querhaus und 23,50 Metern im Langhaus sowie einer Länge von 68 Metern für mehrere Jahrhunderte nach der Marienkirche im nahe gelegenen Marienhafe die zweitgrößte Kirche zwischen Groningen und Bremen. Bei der Kirche handelte es sich um eine kreuzförmige, dreischiffige Gewölbebasilika mit doppeltem Querschiff und polygonalem Chor. Westlich des eigentlichen Querhauses lag noch ein kleineres sogenanntes Stummelquerhaus. Die Mauern waren innen nicht verputzt. Diese strenge Nüchternheit entsprach dem zisterziensischen Idealen und sollte dafür Sorge tragen, dass die Besucher der Kirche sich ganz auf ihr Gebet konzentrieren konnten. Lediglich an den Säulen und Pfeilern waren die Mauern mit Streifen von braun- und grünglasierten Ziegeln und Formsteinen durchsetzt. Im Breiech, der den Mönchen vorbehalten war, dem Chor und der Vierung, war der Fußboden zudem mit glasierten und zweifarbigen (gelb-roten) Fußbodenfliesen geschmückt. Vom ehemaligen Kirchenfußboden des Langhauses blieb nur ein geringer Rest aus diagonal verlegten, großformatigen (21 × 21 × 6 cm) Backsteinplatten, die in Sand gesetzt waren, erhalten. In der Mitte des Chores entdeckten Archäologen in den Jahren 1977 und 1983 eine knapp 5 Meter lange und 2,20 Meter breite, mit gelbem Sand gefüllte, rechteckige Grube. Dabei könnte es sich um die Fundamentierung des Hauptaltars handeln. Von den ehemals sicher vorhandenen Nebenaltären ließen sich dagegen bis dato keine Spuren nachweisen. Verziertes Glas, mit dem die Fenster einst geschmückt waren, fand sich in den Ausgrabungen kaum noch. Im nördlichen Querhaus befand sich ein Brunnen, dessen Wandung aus Torfsoden bestand. Dieser entstand nachweislich erst nach dem Bau der Kirche und könnte als Weihwasserlieferant gedient haben. Einen Kirchturm gab es in Ihlow – wie bei den Zisterziensern üblich – nicht. Stattdessen hatte die Kirche einen Dachreiter zur Aufnahme einer kleinen Glocke.

### Weitere Gebäude in klösterlicher Zeit

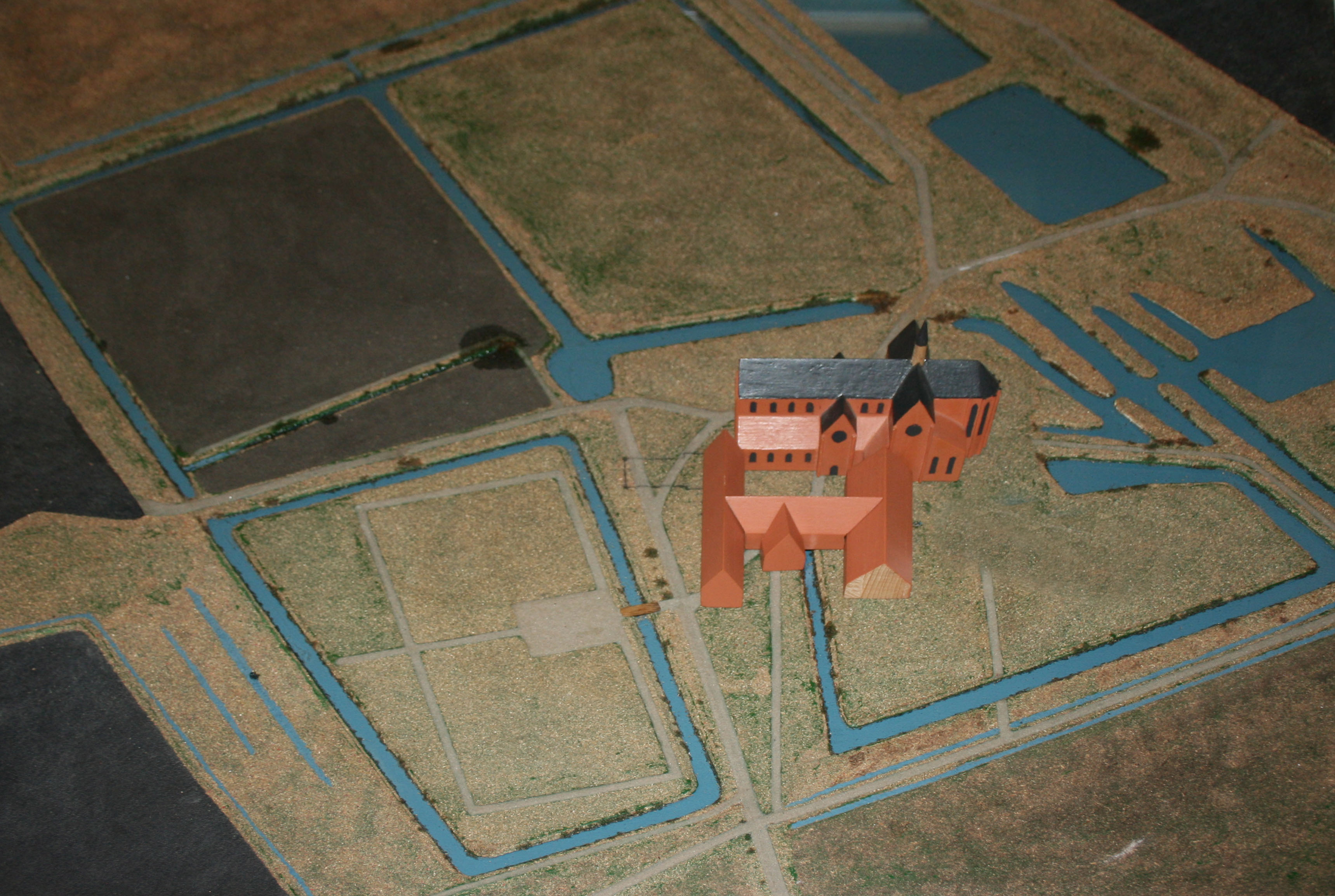
Modell des Klosters

Insgesamt hatte der trapezförmige Immunitätsbezirk eine Länge zwischen 250 und 300 Metern und war 300 Meter Breit. Er war von einem doppelten Wall und Gräben umgeben. Bislang ist nur wenig über das Aussehen und die Bebauung des Areals bekannt. Dort sind Wirtschaftsgebäude wie Stallungen, Speicher, Back- und Brauhaus zu erwarten. Östlich und nördlich der Kirche legten die Mönche einen neuen Klosterfriedhof an.
Die Klausurgebäude schlossen sich rechtwinklig an die Südseite des Kirchenbaues an und gruppierten sich um einen Innenhof. In diesem Bereich stellten die Archäologen mehrere Bauphasen fest, bei denen zum Teil einschneidende Veränderungen in der Gestalt der Klausur vorgenommen wurden. Der Kreuzgang entstand in drei Bauphasen. Den ersten errichteten die Zisterzienser um 1300 aus Holz unmittelbar an der Backsteinkirche. Daran schloss sich der Holzbau des ersten Westflügel an. Der zweite Backsteinbau nach der Klosterkirche stand im Bereich des späteren Ostflügels. Der Bau war mindestens 3,60 Meter und maximal 5,80 Meter breit. Im Inneren des Gebäudes belegen drei Lehmfußböden die intensive Nutzung. Unterhalb des Estrichs war es mit Torfsoden isoliert, eine Dämmung, von der in Ostfriesland keine vergleichbaren Befunde bekannt sind. Ein erster Backsteinkreuzgang entstand im 14. Jahrhundert. Dessen Fußboden war mit quadratischen, undekorierten Backsteinplatten belegt. Zu dieser Zeit ließen die Zisterzienser auch den hölzernen Westflügel durch Backsteingebäude ersetzen, den Osttrakt neu aufmauern und weitere Gebäude innerhalb und außerhalb der Klausur errichten. Bei Grabungen konnte die Nutzung der Gebäudetrakte im Sinne des zisterziensischen Idealplanes nachgewiesen werden. Reste einer Luftheizung belegen ein Kalefaktorium (= Wärmstube) im Ostflügel. Der Westflügel ist bei Zisterzienserklöstern in der Regel den so genannten Konversen, den Arbeitsmönchen, vorbehalten. Dort befanden sich in Ihlow der Kirchenzugang für die Arbeitsmönche, ihr Speisesaal sowie ein größerer Vorratsraum. In unmittelbarer Nähe dieses Traktes kamen 2007 zwei Wasserstellen und ein Gebäude mit Feuerstellen zutage, die einen wirtschaftlichen Hintergrund haben. Der Archäologe Bernhard Thiemann vermutet, dass sie einer Tätigkeit dienten, für den eine geraume Menge an Wasser benötigt wurde, wie etwa für das Brauen von Bier. Auch die Herstellung von Malz (Rösten von geschrotetem gekeimten Getreide) hält er für denkbar. Im 15. Jahrhundert wurden Kreuzgang und Westflügel erneut niedergerissen und durch einen Neubau ersetzt.
Ein Großteil der neun Hektar großen Lichtung, auf der das Kloster erbaut wurde, ist dagegen bislang archäologisch nicht untersucht worden. Die Ergebnisse einer geomagnetischen Prospektion deuten darauf hin, dass sie mit verschiedenen Gebäuden bestanden war. Vor allem in der Südhälfte der Lichtung zeigten sich zahlreiche Anomalien, die auf eine dichte Bebauung schließen lassen. Die Funktion dieser Bauten ist noch unklar.

### Abbruch der Basilika und Errichtung von Nachfolgebauten

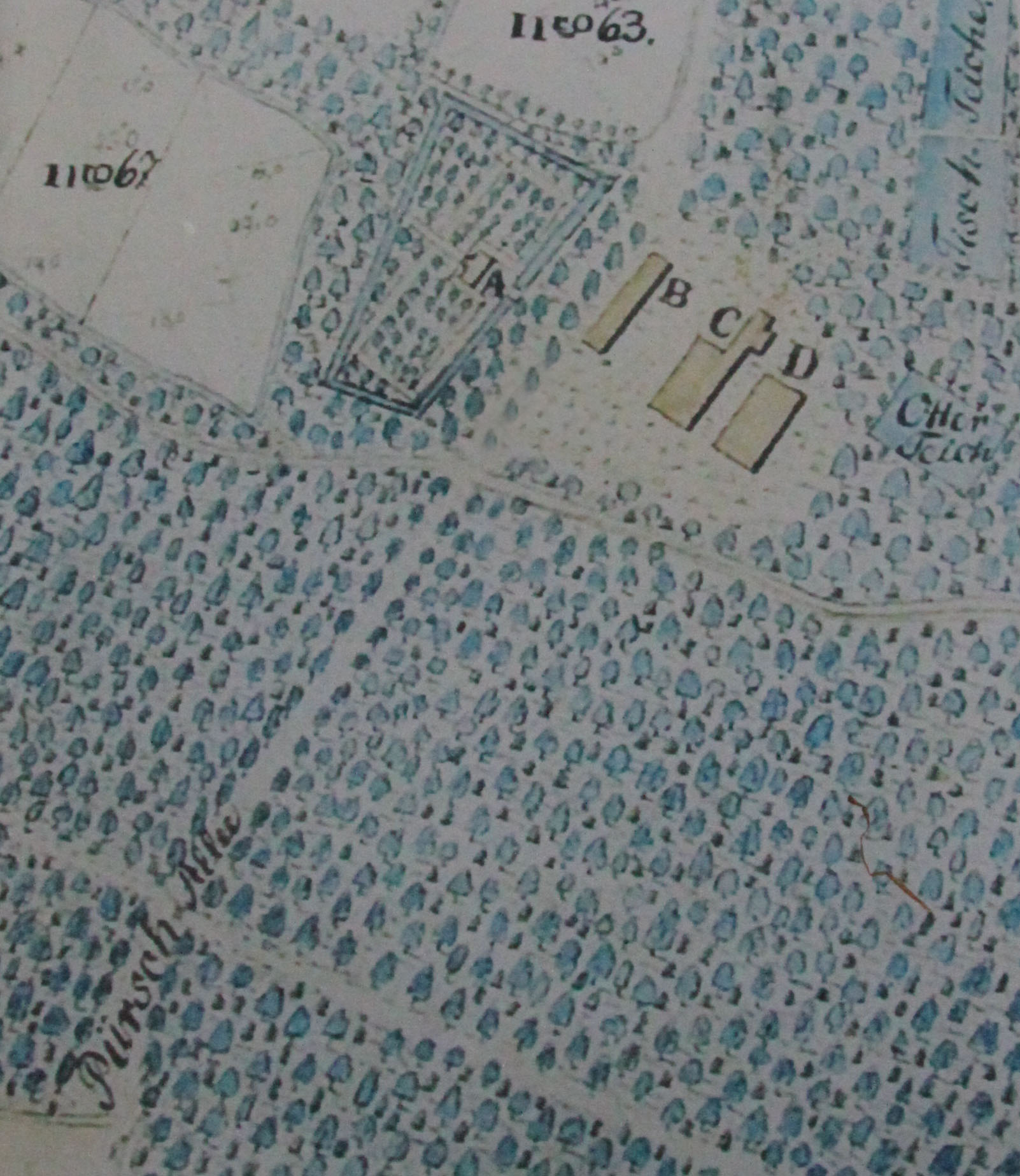
Das Klosterareal auf der Karte des Landbaumeisters August Fuchs von 1744.
A: Das Schloss
B: Die herrschaftliche Küche, Jägerwohnung und Appartements
C: Wohnung des Domänenverwalters, Pferdestall und Zimmer der Bediensteten
D: Scheune

Nach der Säkularisation gab Graf Johann den Abbruch der Klosterkirche in Auftrag. Dazu ließ er die Fundamente gezielt untergraben, so dass fast alle Wände nach Norden fielen. Lediglich die Ostmauer der Kirche, der südwestlichste Pfeiler des Langhauses und die Ostflanke des Chorabschlusses stürzten nach Osten. So sollten Beschädigungen an den südlich gelegenen Klausurgebäuden vermieden werden, für welche die weitere Nutzung plante. Der Graf ließ den Westflügel über die Fundamente der ehemaligen Abtei verlängern und auf dem Gelände der Wüstung ein Jagdhaus errichten, das bis heute nicht entdeckt wurde. Auch der Ostflügel blieb erhalten. Im Jahre 1612 erbaute Graf Enno III. ein Jagdschloss in Ihlow. Das Areal, auf dem der Bau entstand, lag auf einem natürlichen Sandhügel und war nachweislich schon in klösterlicher Zeit bebaut. Möglicherweise stand dort ein Wirtschaftsgebäude oder ein gesondertes Abtshaus. Das Jagdschloss war etwa 13 Meter lang und 10 Meter breit. Es war 7,50 Meter hoch und hatte vier Etagen, von denen zwei „unter dem Dache“ lagen, wie es in einer preußischen Beschreibung heißt. Bei den Ausgrabungen im Jahre 2004 fanden Archäologen die Relikte eines Treppenturm sowie eines halbkellerartigen Untergeschosses, dessen Raumaufteilung sie rekonstruieren konnten. Reste der ehemaligen Fußbodenpflasterung waren ebenfalls erhalten geblieben. Für den Bau des Schlosses verwendeten die Handwerker fast ausschließlich Material, dass sie beim Abbruch der Klosteranlage gewannen.
Nach dem Abbruch des Barockschlosses und der letzten baulichen Reste des Klosters errichtete der neue Besitzer des Areals, Peter Janssen Haneborger, auf den Grundmauern des Schlosses nach 1763 ein Gartenhaus, dessen Aussehen unbekannt ist. Nach neuzeitlichem Kartenmaterial befanden sich in der südlichen Hälfte der niedergerissenen Kirche im 18. und 19. Jahrhundert zwei Bauernhöfe, von denen bislang lediglich einer bei Grabungen eindeutig nachgewiesen wurde. Im Jahre 1804 stand auf der Klosterstätte ein Forsthaus in Form eines Gulfhofes. Dieser war etwa 28 Meter lang. Er brannte 1828 nieder und wurde 1834 durch ein neues Gebäude ersetzt, das nach 1931 sein heutiges Aussehen erhielt. Ende des 20. Jahrhunderts ließ die Gemeinde Ihlow das Gebäude umfassend renovieren. Seither beherbergt es ein Café, einen Seminar- sowie einen Ausstellungsraum zur Klostergeschichte.

## Kunsthistorische Besonderheiten
Mit der Auflösung des Klosters in der Reformation gingen weite Teile der Ausstattung verloren. Graf Enno II. eignete sich einen Großteil der Besitztümer des Konvents an. 1530 ließ er sich sämtliche Vasa sacra, also silberne und vergoldete Kelche, Patenen, Monstranzen, Abendmahlskannen und weitere wertvolle Gegenstände aus sämtlichen ostfriesischen Klöstern aushändigen und verkaufte diese anschließend. Unter den erhaltenen Ausstattungsgegenständen ist der Ihlower Altar der bedeutendste.

### Der Ihlower Altar

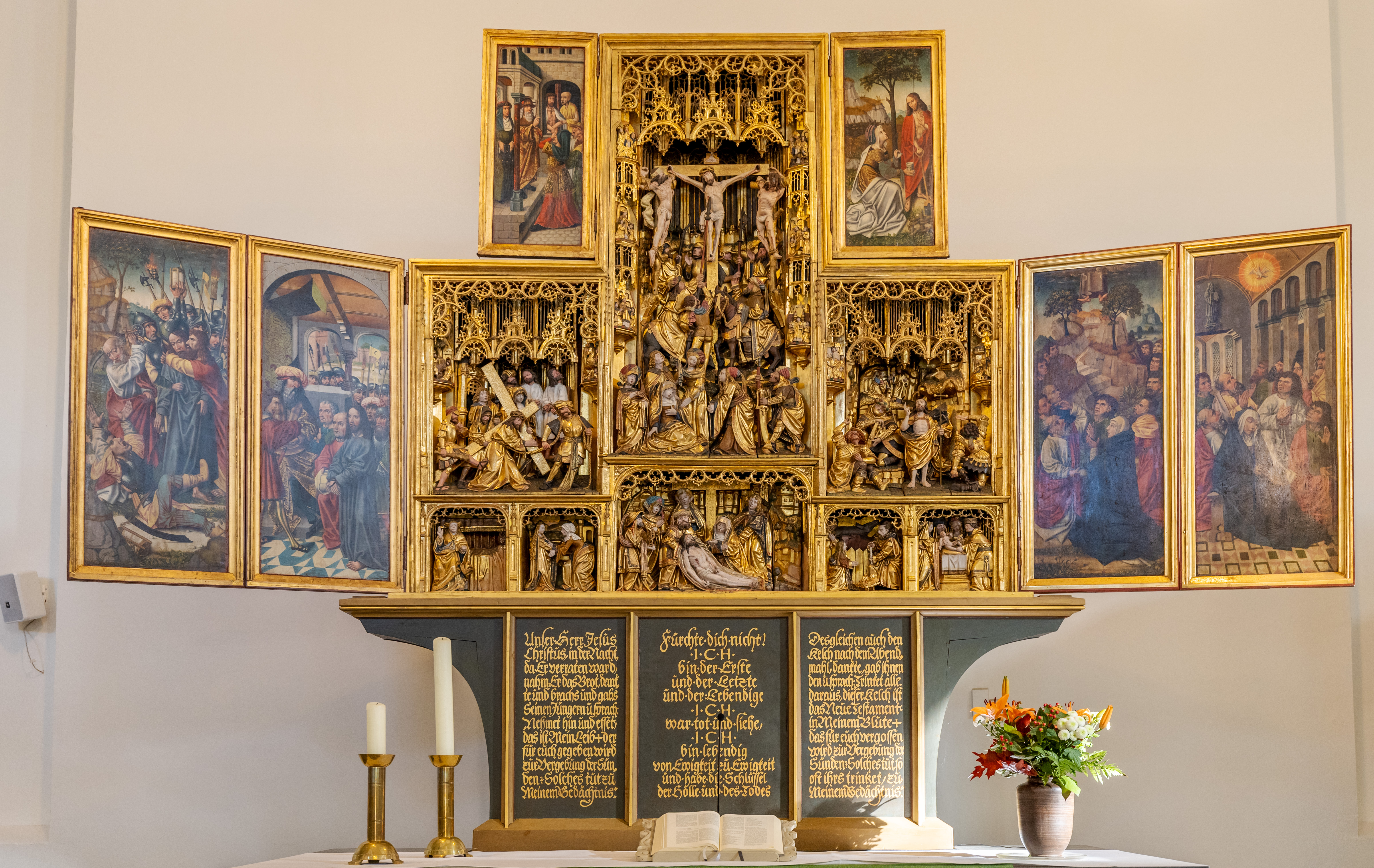
Altar der Klosterkirche, geöffnet

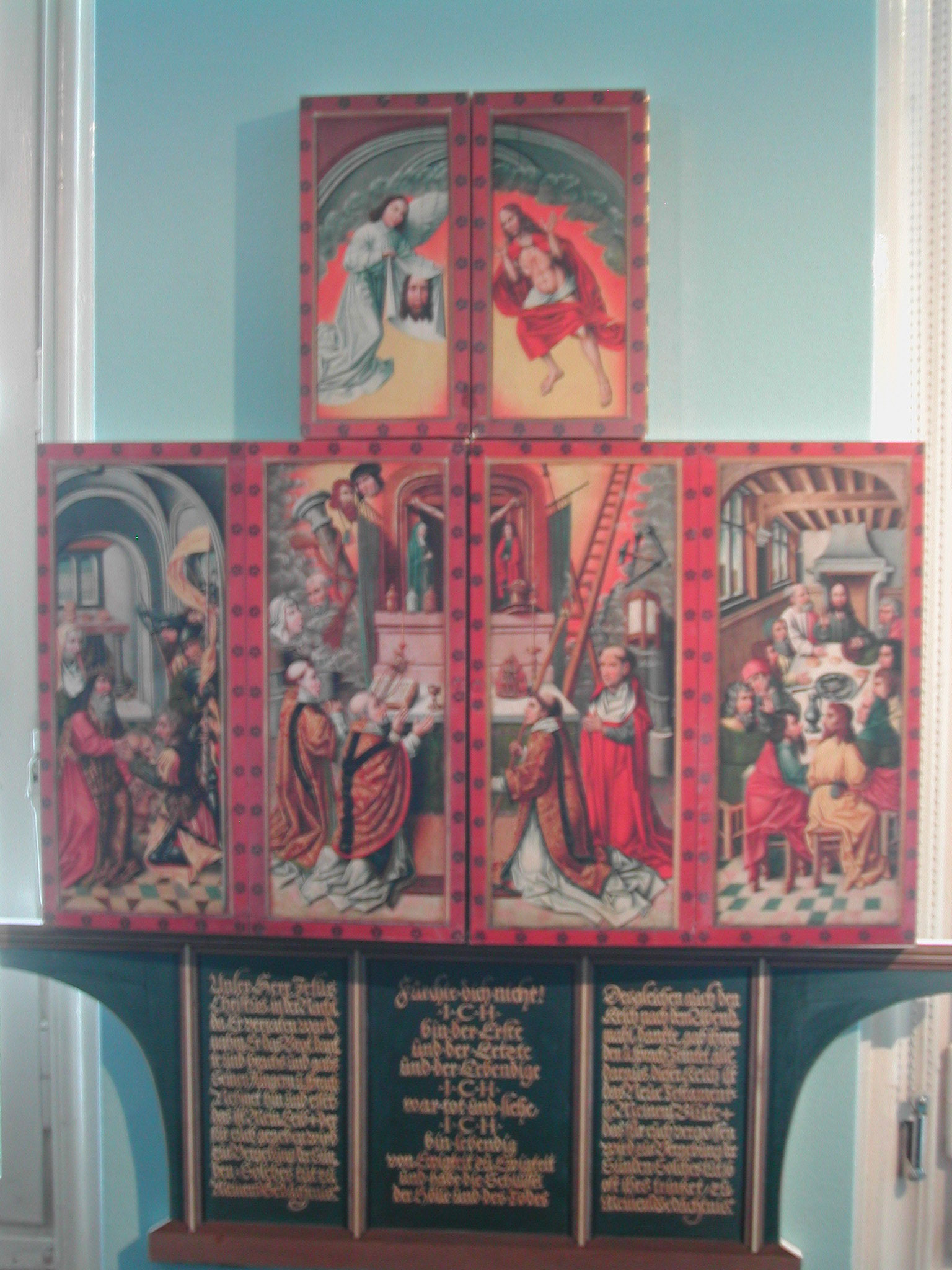
Altar der Klosterkirche, geschlossen

Den Ihlower Altar bestellte der Konvent nach einer lokalen Überlieferung, für die es keine weiteren Quellen gibt, vor 1517. Der Kunsthistoriker Hans Georg Gmelin datiert das Werk auf das Jahr 1510. Das spätgotische Antwerpener Retabel hat eine Breite von 2,13 Metern und eine Höhe von 2,16 Metern. Gefertigt hat es die Antwerpener Lukasgilde. Darauf deuten Brand- und Hohleisenzeichen auf der Rückseite des Altars hin. Dort finden sich eingebrannte Hände (Symbole aus dem Antwerpener Stadtwappen, die von der örtlichen Lukasgilde genutzt wurden). Auch Aufbau des Gehäuses und die Ausarbeitung der Darstellungen entsprechen dem serienmäßig für den Export arbeitenden Betrieb der flandrischen Werkstätten.
Während die Werktagsseite gemalte Tafeln zeigt, ist die Festtagsseite mit detailreich geschnitzten Reliefs ausgestattet.
Im geschlossenen Zustand (der sogenannten Werktagsseite) zeigt der Altar auf den Außenseiten der Flügel links Abraham und Melchisedek und rechts eine Darstellung des Abendmahls. Auf zwei Tafeln ist im Zentrum die Gregorsmesse abgebildet, der auch die Bildnisse auf den beiden kleinen Flügel am Auszug, ein Engel mit der Vera Icon links und der schwebende Schmerzensmann rechts, zugeordnet werden.
Auf der Festtagsseite, bei der alle Flügel geöffnet sind, werden vergoldete und bemalte Schnitzfiguren sichtbar. Dargestellt sind auf den Flügelinnenseiten links die Gefangennahme und Christus vor Pilatus sowie rechts die Himmelfahrt und das Pfingstwunder. Abbildungen der Kreuzigung und der Auferstehung bilden das Zentrum des Werks. Auf den Innenseiten der kleinen Flügel am Auszug sind links Christus vor Kaiphas und rechts die Erscheinung des Auferstandenen bei Maria Magdalena dargestellt. Im unteren Register sind von links nach rechts die Verkündigung, die Heimsuchung, in der etwas erhöhten Mitte die Beweinung und rechts die Geburt und die Beschneidung Christi zu sehen.
Graf Enno II. ließ den Altar nach der Reformation in der Kapelle des Auricher Schlosses aufstellen. Etwa 100 Jahre später schenkte Graf Ulrich II. (1628–1648) den Altar der Auricher Lambertikirche, in der er seither steht.

### Bodenfliesen

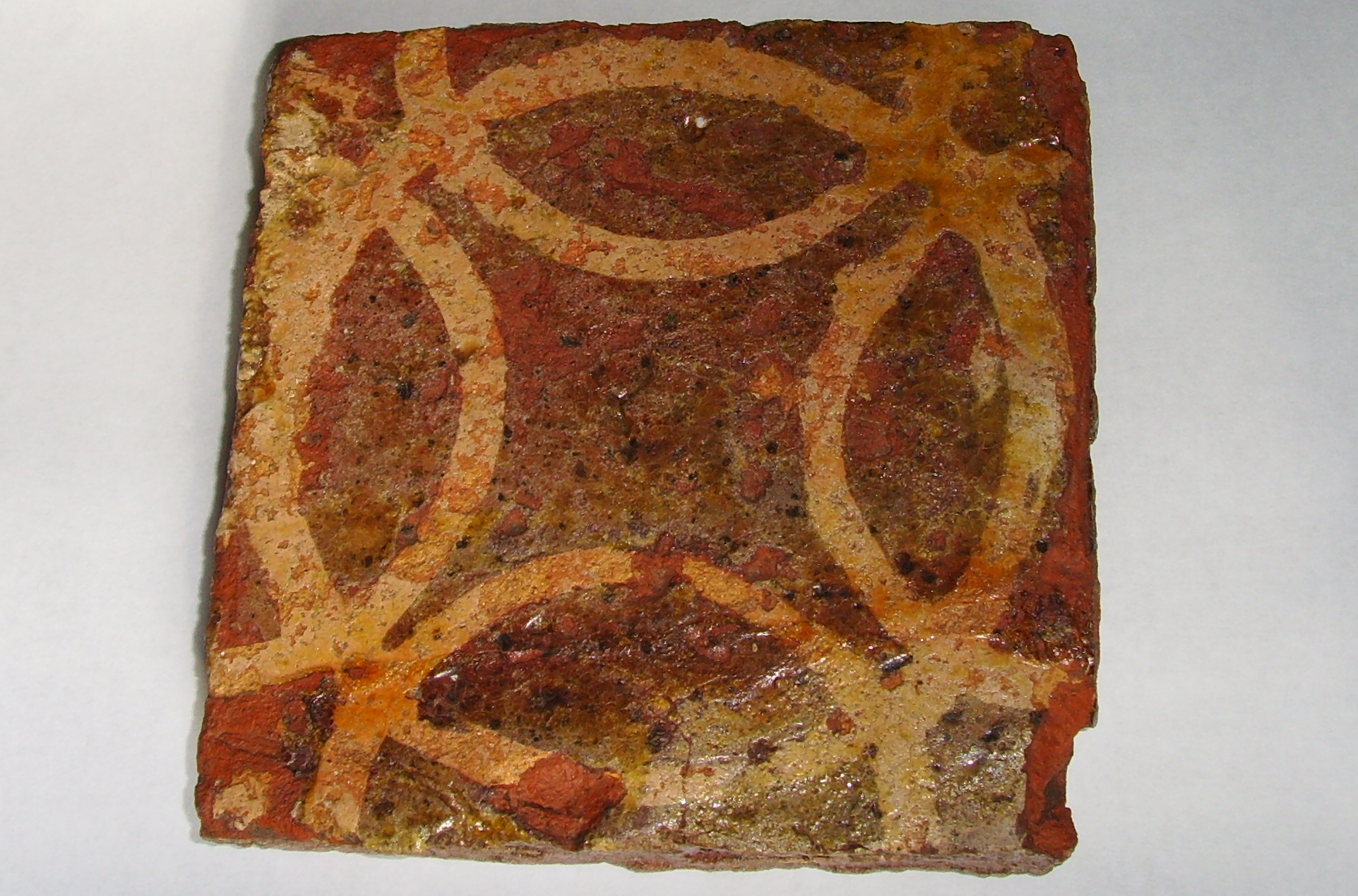
Kloster Ihlow – Bei Ausgrabungen gefundene Bodenfliese

Die Ihlower Fliesen gelten als der bedeutendste Fundkomplex mittelalterlicher Bodenfliesen in Norddeutschland. Die strenge Lebensführung der Zisterzienser spiegelte sich in ihren schlichten Bauten wider. Die Bauten sollten nüchtern und ohne Zierrat, ohne Schmuck und Gold gehalten sein. Alle Teile der Klosteranlage waren rational angelegte Bauten, die allein ihrem Zweck dienen und nicht prunkhaft wirken sollten. 1218 verbot das Generalkapitel, die oberste Instanz in der straffen zentralistischen Führungsstruktur des Ordens, bunte Kirchenfußböden. Trotzdem gab es in der Ihlower Klosterkirche im Bereich der Vierung und des Chores Fußbodenfliesen, die etwa alle 60 Jahre erneuert wurden. Sie waren mit geometrischen Mustern, aber auch mit figürlichen Darstellungen verziert. Meist waren dies Tierdarstellungen und Fabelwesen, die wahrscheinlich auf den Physiologus, eine frühchristliche Naturlehre von Pflanzen, Tieren und Fabelwesen, zurückgehen. Die ältesten Fliesen sind ausschließlich mit Pflanzenmotiven versehen, da in den Anfangsjahren des Klosters Darstellungen von Mensch und Tier verboten waren.

### Der heilige Christophorus und die heilige Margarethe

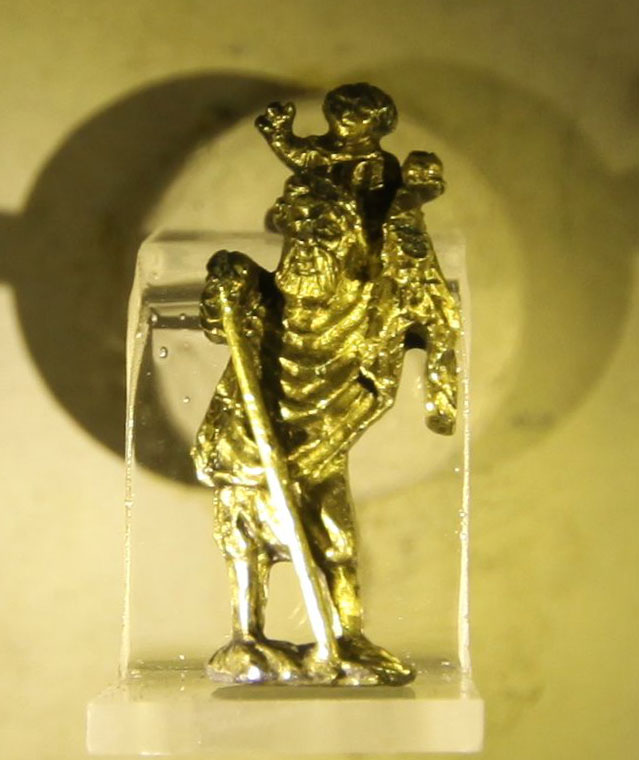
Christophorus-Figur

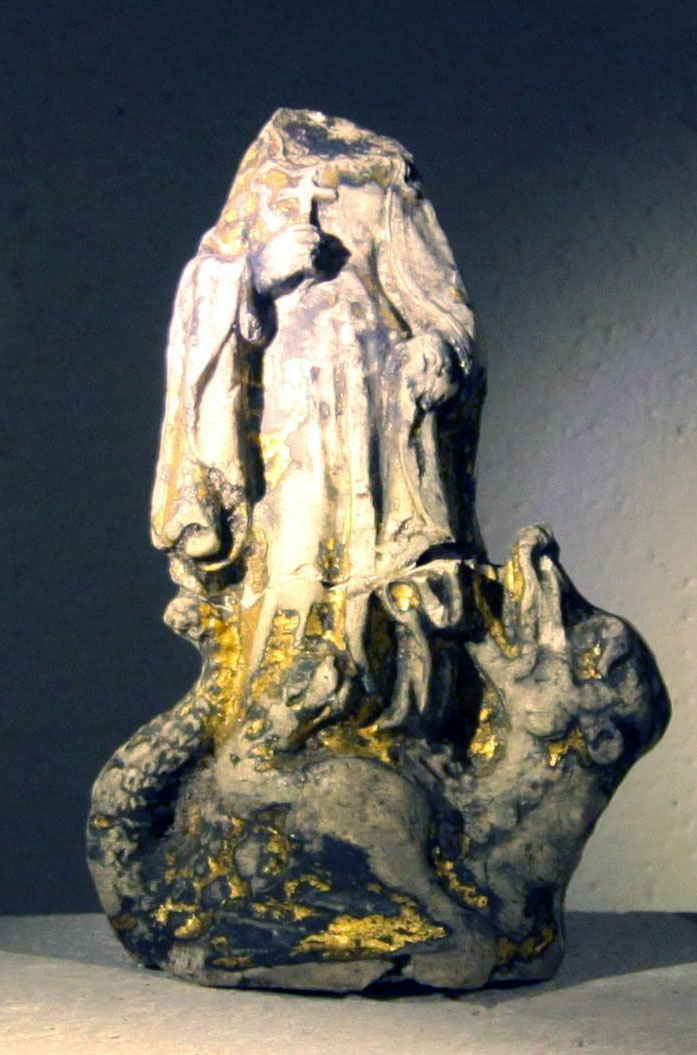
Statuette der heiligen Margarethe

Die vier Zentimeter große Figur des heiligen Christophorus mit dem Jesuskind auf der Schulter ist als Bodenfund für Nordwestdeutschland und darüber hinaus bislang einzigartig. Archäologen entdeckten das Amulett des Fährmanns aus vergoldetem Silber bei Ausgrabungen im Jahre 2004 in einem der Gräber im Bereich der früheren Ihlower Klosterkirche. Dort befand es sich am linken Unterarm der Bestatteten, einer Frau, die etwa 50 bis 55 Jahre alt und wohl Mitglied der friesischen Oberschicht war. Die Leiterin der Grabung, Marion Brüggler, datiert das fein gearbeitete Amulett ikonographisch in das späte 15. Jahrhundert. An der Rückseite des Amulettes zwei Ösen angebracht, mit denen es an der Kleidung befestigt werden konnte. Eine davon war jedoch bereits zur Verwendungszeit ausgebrochen. Dem mittelalterlichen Volksglauben folgend, schützte der Anblick des Heiligen vor einem plötzlichen, unvorbereiteten Tod – das heißt einem Tod ohne Sterbesakramente – am jeweiligen Tag.
Die Tonstatuette der heilige Margareta von Antiochia wurde ohne Kopf im Bereich der Klausur gefunden. Heiligenfiguren aus Ton waren im Mittelalter äußerst beliebt und wurden als Massenprodukte in sehr unterschiedlicher Qualität gefertigt. Das Ihlower Exemplar ist sehr sorgfältig gearbeitet und dürfte nach ihrem Stil eine niederrheinische Arbeit des späten 15. Jahrhunderts sein. Die kleine Frauenfigur mit Resten eines Blattgoldauftrags steht auf einem Drachen. In der rechten Hand hält sie ein gegen die Brust gedrücktes Kreuz. Margareta hatte während des Mittelalters als Schutzpatronin des Ackerbaus große Bedeutung und wurde auch bei schwierigen Geburten um Hilfe angerufen.

### Die Orgel
Die Orgel wird zum ersten Mal im Zusammenhang der Klosterauflösung erwähnt, als sie in die Auricher Lambertikirche gelangte. Es wird überliefert, dass im Jahr 1529 die erste „Orgel in der Auricher Kirche (ohne das Rückpositiv, welches vor einiger Zeit [1675] dazu gemachet) aus dem Closter Ihlo hergekommen sey“. Das Instrument eines unbekannten Erbauers verfügte über acht Register, die auf Hauptwerk, Brustwerk und Pedal verteilt waren. Um 1500 waren zahlreiche ostfriesische Klöster und Kirchen mit einer Orgel ausgestattet, die einen niederländischen Einfluss aufwiesen. Meister Harmannus aus Groningen schuf im Jahr 1457 die Orgel in Rysum. In Emden sind um 1480 Meister Hinrick und um 1520 Petrus von Emden als Orgelbauer namentlich greifbar. Diese spätgotischen Instrumente waren Blockwerke mit seitlichen Flügeltüren und dicken, gehämmerten Bleipfeifen, deren Pfeifenreihen nicht separat, sondern nur im vollen Werk anspielbar waren. In Aurich wurde die Klosterorgel im Jahr 1675 durch Joachim Kayser um ein Rückpositiv erweitert, musste jedoch häufig repariert werden. Schließlich wurde das Instrument in den Jahren 1755 bis 1760 von Johann Friedrich Constabel und Ernst Berner durch einen Neubau mit 27 Registern ersetzt.

## Archäologischer ParkKlosterstätte Ihlow

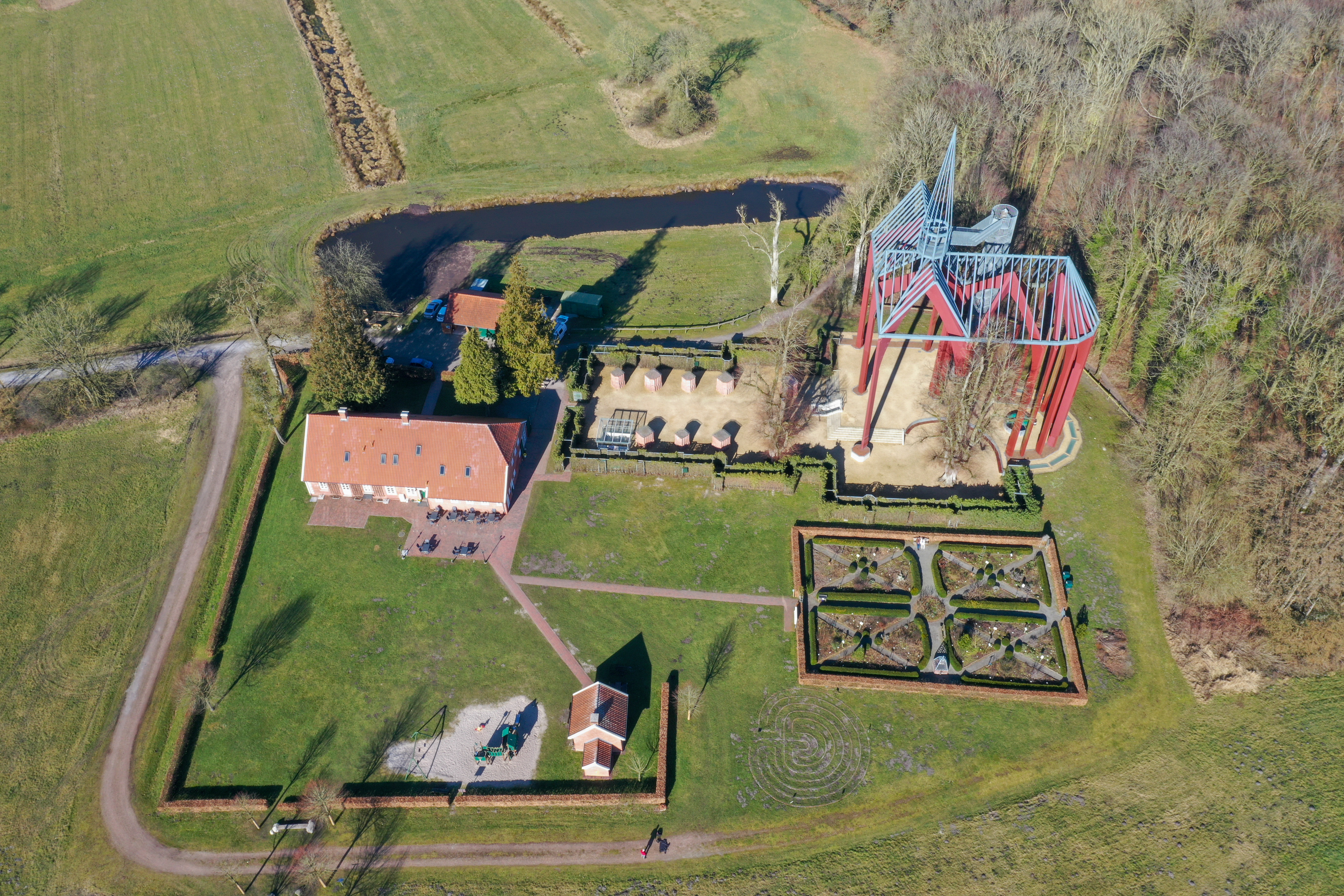
Gesamtansicht des Archäologischen Parks

Teilnehmer eines ABM-Projekte legten 1986 den Verlauf der Mauern und die Grundrisse der Pfeiler mit Ziegelsteinen aus. Erstmals war es damit auch der Bevölkerung möglich, sich Ort und Stelle eine Vorstellung von der Gestalt und Größe der Klosterkirche zu machen. Ein Jahr später entstand im Bereich der ehemaligen Klausur ein neuer Klostergarten.
Im Jahre 2000 begannen in der Gemeinde Ihlow auf Initiative des Historikers Bernhard Buttjer Planungen für einen Archäologischen Park auf dem Gelände der ehemaligen Zisterzienserabtei. Die Bauarbeiten des drei Millionen Euro teuren Projekts dauerten von 2005 bis 2009 an. Zahlreiche staatliche, kirchliche und private Einrichtungen und Stiftungen finanzierten das Projekt; ein großer Stahlproduzent stellte fast 300 Tonnen Stahl zur Verfügung. Niedersachsens damaliger Ministerpräsident Christian Wulff, die ehemalige hannoversche Landesbischöfin Margot Käßmann und der katholische Bischof von Osnabrück, Franz-Josef Bode, weihten den Park im November 2009 vor rund 1500 Besuchern ein. Neben der Imagination der Klosterkirche gehören zum archäologischen Park ein Raum der Spurensuche, der Raum der Stille, der Klostergarten, die rekonstruierte Lindenallee sowie das Forsthaus, in dem sich ein Café, Seminar- und weitere Ausstellungsräume befinden. Träger des Parks ist der „Klosterverein Ihlow“. Kooperationspartner sind die Gemeinde Ihlow und der Evangelisch-lutherische Kirchenkreis Aurich.

### Land-Art-ProjektGeschichte und Küren

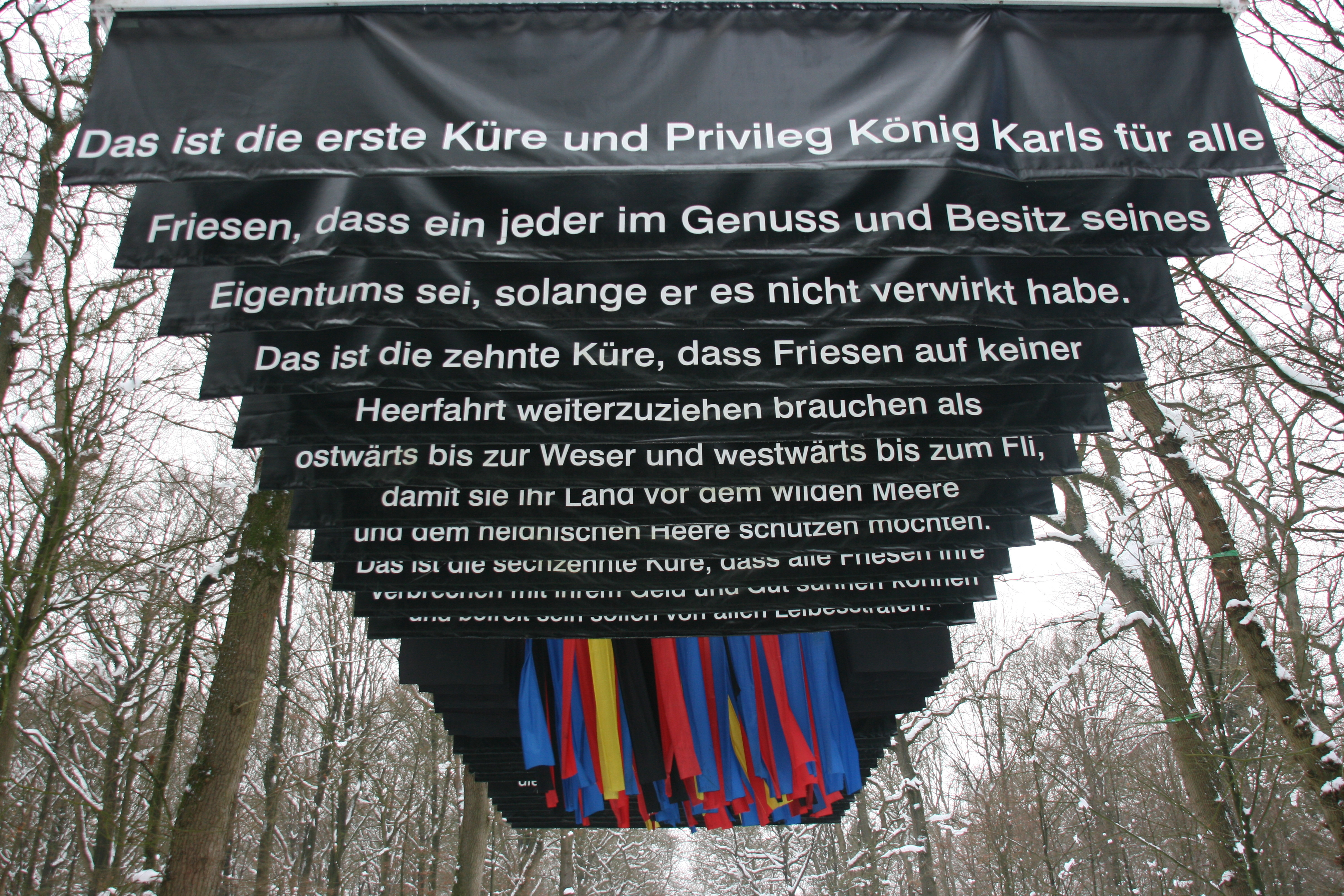
Geschichte und Küren

Die Installation Geschichte und Küren über dem Zugangsweg zum Kloster im Ihlower Forst ist ein Werk der Künstlerin Monika Kühling aus Funnix. Mit Hilfe von Bändern, Fahnen, Bannern und Tüchern in den Farben der Ostfriesischen Flagge stellt das Land-Art-Projekt das Grundgesetz der Friesischen Freiheit, die Siebzehn Gemeinfriesischen Küren dar. Das Kunstwerk soll den Brückenschlag zwischen der Unabhängigkeit der Friesen und dem Leitspruch der Zisterziensermönche „ora et labora“ (bete und arbeite) symbolisieren.

### Rekonstruktion der Klosterkirche
Kernstück der Anlage ist die von dem dänischen Architekten Finn Larsen entwickelte bundesweit einzige Imagination einer Kirche in Originalgröße. Stahl und Holz bilden Pfeiler, das Gewölbe sowie den Dachreiter im Bereich der Apsis und des linken Querhauses nach. Insgesamt erreicht die Imagination an der Spitze des Dachreiters eine Höhe von nahezu 45 Metern. Unterhalb des Dachreiters befindet sich auf etwa dreißig Metern Höhe eine Aussichtsplattform. Im Dachreiter selbst hängt eine Glocke, die vier Jungen nach dem Krieg im Watt bei Wilhelmshaven fanden. Woher die 120 Kilogramm schwere Glocke ursprünglich stammt, ist nicht bekannt. Ihre Inschrift, „UT UNUM SINT“ (damit sie eins seien) geht auf das Johannesevangelium zurück (Joh 17,21 ). Die Deckenhöhe des Rekonstruktion, die sich in ihrem romano-gotischen Stil eng an das Original anlehnt, beträgt rund 25 Meter. Die etwa ein Meter dicken Außenmauern der ehemaligen Backsteinkirche sind mit Matten aus Stahlgittern, die mit Efeu überwachsen sind, nachempfunden. Im Langhaus entstanden zudem etwa zwei Meter hohe Nachbildungen der ehemaligen Pfeiler, in denen jeweils ein Backstein der bedeutendsten ehemaligen Klosteranlagen in Ostfriesland verbaut wurde.

### Raum der Spurensuche
Unter der ehemaligen Apsis und dem Chor richteten der Verein der Klosterfreunde und der Kirchenkreis Aurich den halbunterirdisch gelegenen „Raum der Spurensuche“ ein. Die 500 Quadratmeter große Ebene erstreckt sich wie eine Krypta unterhalb der Rekonstruktion, ist aber kein erhaltener Raum, sondern im Rahmen der Bauarbeiten für den archäologischen Park als Kubus aus Beton errichtet worden. Der „Raum der Spurensuche“ befindet sich etwa anderthalb Meter unter dem Fußbodenniveau der ehemaligen Abtei. Zu sehen sind dort eine Ausstellung zur Geschichte des Klosters sowie die freigelegten Mauerfundamentreste und Grabstätten. Für die Präsentation der Exponate haben die Initiatoren den Ausstellungsmacher Holger von Neuhoff engagiert, der 1997 in der Hamburger Speicherstadt die sehr erfolgreiche Titanic-Ausstellung konzipiert hat. Der Berliner Christopher von Deylen komponierte die Toninstallation im Raum der Spurensuche.

### Der neue Ihlower Altar

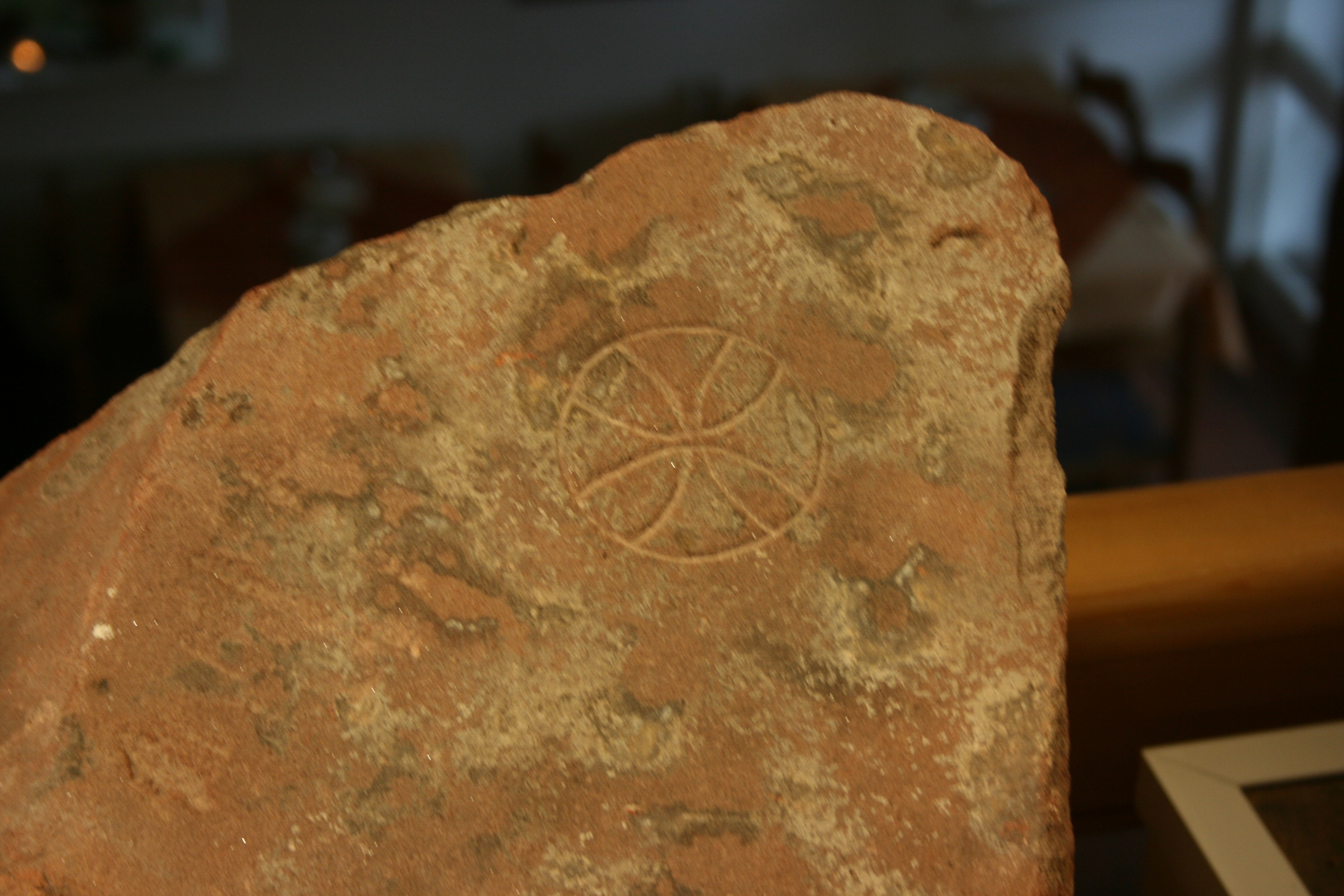
Mögliches Fragment einer Altarplatte

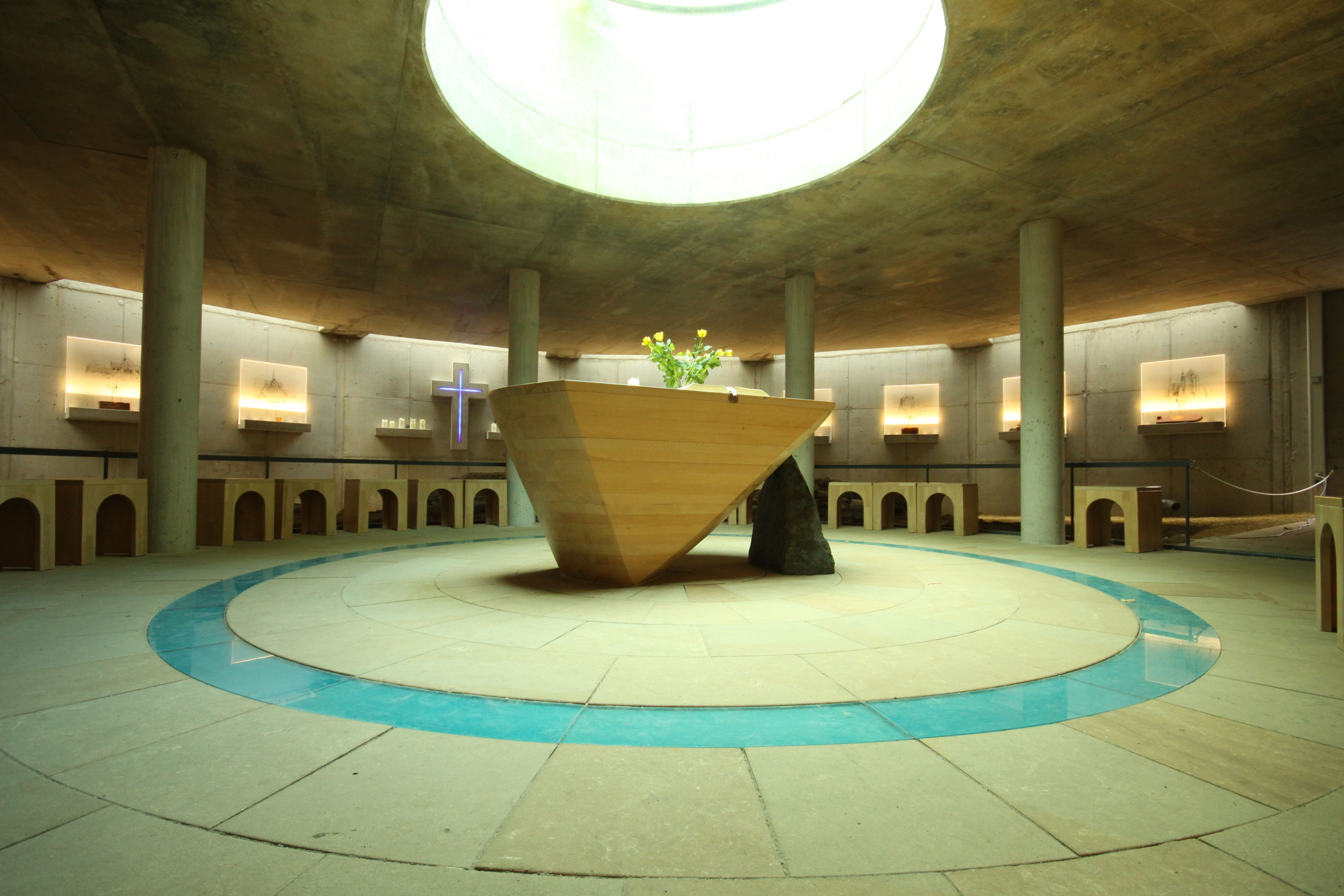
Der neue Ihlower Altar

Unterhalb des früheren Sanctuariums, in dem einst das mittelalterliche Retabel stand, befindet sich ein neuer Altar, den Gunther Gerlach schuf. Der Bremer Bildhauer hatte sich im Jahre 2006 mit seinem Entwurf bei einem Künstlerwettbewerb durchgesetzt. Der Altar besteht aus einem aus vielen geleimtem Buchenholzschichten gearbeiteten, kreiselförmigen Tisch, der von einer Bronzeplastik gestützt wird. Diese ist dem Fragment einer mit Weihekreuz versehenen Steinplatte nachempfunden, die Archäologen bei Ausgrabungen in Ihlow entdeckten. Das darauf eingravierte Weihekreuz deutet darauf hin, dass es sich um die Ecke einer früheren Altarplatte handelt.
Die vielen Holzschichten symbolisieren geschichtliche Epochen, die eine Verbindung eingehen, sich stützen und aufeinander aufbauen. Die Bronzeplastik steht nach Angaben des Bildhauers „für das Alte [, das] immer das Neue“ stützt. Der neue Ihlower Altar soll seinen Angaben zufolge als „Teil einer vollständigen Form, eines Ganzen, wie das noch nicht fertige Kloster Ihlow“ verstanden werden. Er steht inmitten einer runden Fläche aus Solnhofener Sandstein, um die ein Ring aus in den Boden eingelassenem, türkisblau gestrichenen Glas gezogen ist. Dieser soll den Strom endlosen Fließens darstellen. Beleuchtet wird der Altar über Tageslicht, das durch eine Glaskuppel in den halbunterirdischen Raum fällt.
Am 29. November 2007 nahm der lutherische Landessuperintendent Ostfrieslands, Detlef Klahr, den Altar offiziell in Gebrauch. Seither finden regelmäßig Andachten in Ihlow statt.

### Klostergarten
Der 1987 angelegte Klostergarten lag bereits nach kurzer Zeit wieder brach. Seit 2001 pflegen die Klostergartenfrauen, ein Zusammenschluss von Mitgliedern des Klostervereins und Kolleginnen der Ihlower Hermann-Tempel-Gesamtschule, das rund 200 Quadratmeter große Areal. Es ist in Anlehnung an die architektonische Gestaltung mittelalterlicher Kreuzgänge in Kreuzform angelegt worden. Grundlage dafür war der St. Galler Klosterplan, eine mittelalterliche architektonische Zeichnung eines idealen Klosterbezirkes aus dem frühen 9. Jahrhundert (nicht vor 826). Insgesamt werden rund 200 Pflanzen angebaut. Die Auswahl der Gewächse im Heilpflanzenareal lehnt sich an Schriften Hildegard von Bingens an, die der Pflanzen im Küchengarten an die Capitulare de villis vel curtis imperii Karls des Großen. Der Mariengarten ist der Schutzpatronin des Klosters gewindmet. Darin wachsen die so genannten Marienpflanzen wie Rosen, Lilien und das Marienblümchen. Der Hexengarten soll an die 1543 im nahegelegenen Riepe nach einem Hexenprozess auf einem Scheiterhaufen hingerichteten Frauen erinnern. Angebaut werden Kräuter, die in der Frauenheilkunde des Mittelalters Anwendung fanden, oder Gewächse, die im Volksaberglauben eine Rolle spielten, so etwa Nachtschatten, Alraune und Bilsenkraut.

### Die historische Lindenallee
Die Lindenallee ist erstmals auf der Fuchsschen Karte von 1744 verzeichnet. Sie gilt als einzig erhaltenes Beispiel fürstlicher Gartenkultur in Ostfriesland. Dem damaligen Naturschutzverständnis folgend, ließ das Forstamt die Allee im 20. Jahrhundert verwildern, bis sie aus Sicherheitsgründen vollständig gesperrt werden musste. Auf Initiative des Klostervereins genehmigte die Untere Naturschutzbehörde des Landkreises Aurich im September 2004 einen Antrag der Gemeinde Ihlow zur Wiederherstellung der Lindenallee und des westlichen Klostergrabens. Bis 2011 restaurierten Mitglieder das Naturdenkmal. Sie pflanzten fehlende Linden der erhaltenen Allee nach und verlängerten diese, den historischen Vorgaben folgend, um 80 Meter in Richtung Forsthausgarten. Insgesamt beliefen sich die Kosten des von der Irma-Waalkes-Stiftung und dem Klosterverein Ihlow finanzierten Projektes auf rund 20.000 Euro.

### Weitere Pläne

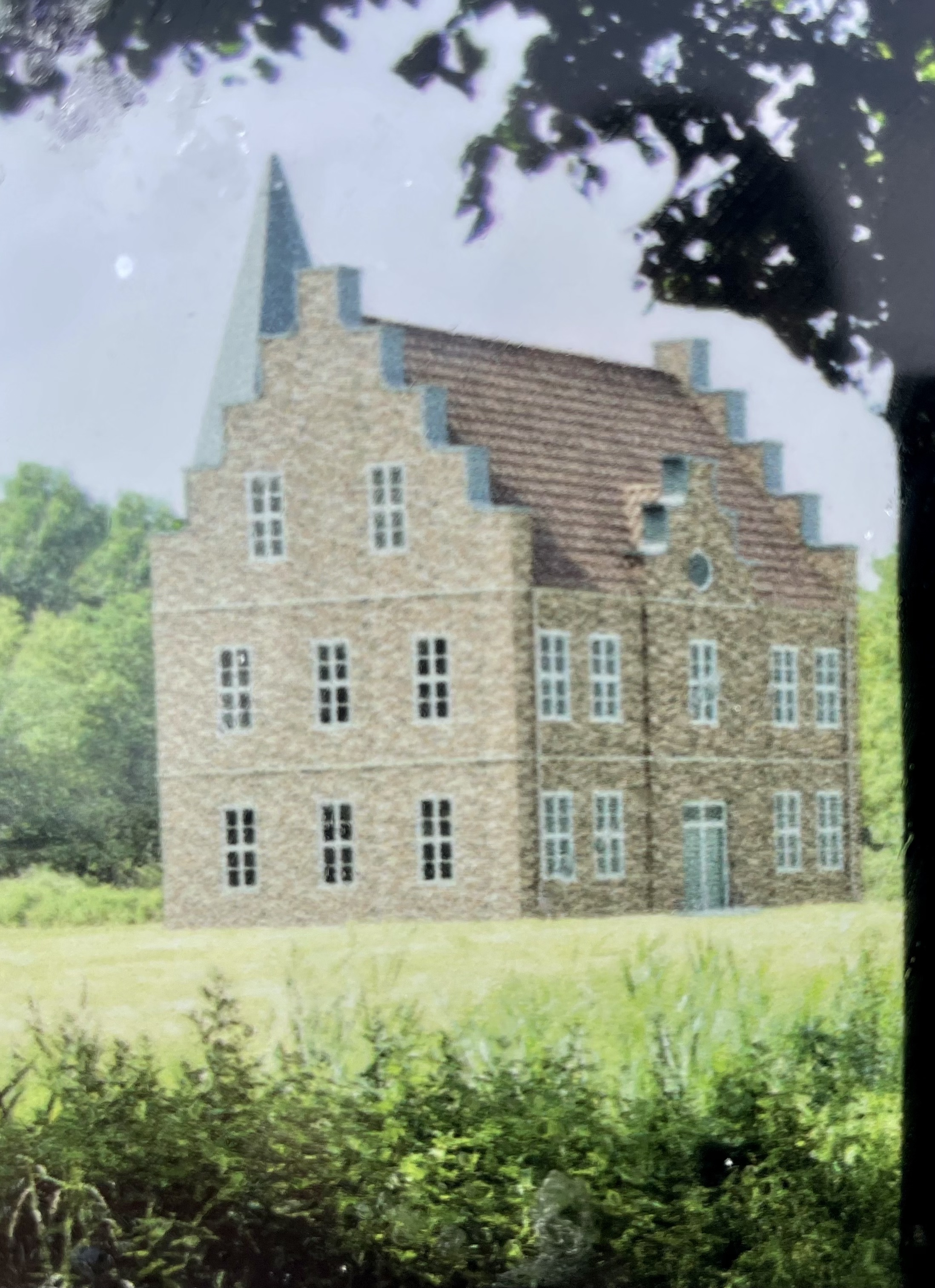
Computerrekonstruktion des Ihlower Jagdschlosses

Der Klosterverein Ihlow gab 2022 bekannt, das Jagdschloss nach altem Vorbild wieder aufbauen zu wollen. Eine Genehmigung liege dafür bereits vor. Jetzt soll die Politik für das Projekt gewonnen werden. Eine Kostenschätzung gibt es wegen der unsicheren Preisentwicklung im Bausektor nicht. Die erste Etage des Gebäudes soll nach dem vorläufigen Nutzungskonzept vom Klosterladen genutzt werden, der vom historischen Forsthaus hierher ziehen soll. Die obere Etage will der Klosterverein für Ausstellungen mit wechselnden Inhalten und für eine aktuelle Dauerausstellung über die Geschichte der Friesischen Freiheit, als deren Kanzlei Ihlow galt. Ein weiterer Ausstellungsteil könnte sich dem Thema „Wald und Klimawandel“ widmen. Die obere Etage soll für kulturelle Angebote wie Vorträge, Lesungen oder Konzerte genutzt werden, die nach Angaben des Klostervereins im derzeitigen Klostercafé nur sehr eingeschränkt stattfinden können. Die Ihlower Politik hat den Nachbau des Jagdschlosses im Ihlower Forst vorerst zurückgestellt. Der Klosterverein will das Projekt weiter vorantreiben.

## Regelmäßige Veranstaltungen

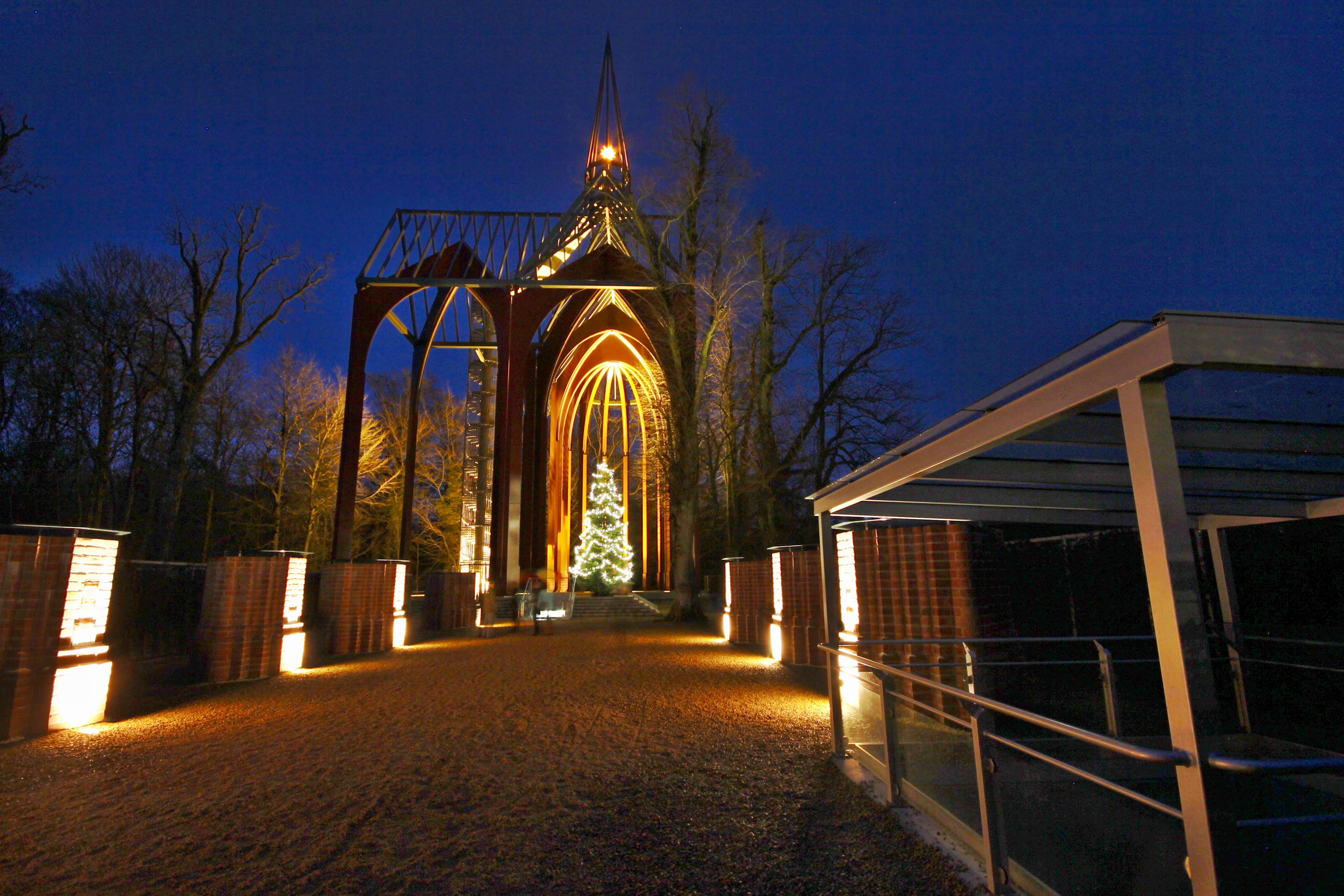
Die für den Ihlower Lüchtermarkt illuminierte Rekonstruktion der Klosterkirche

Führungen an der Klosterstätte finden bis November regelmäßig sonntags statt. Die Wochenschluss-Andacht am neuen Ihlower Altar im Raum der Spurensuche wurde erstmals in der Adventszeit 2009 an der Klosterstätte Ihlow angeboten. Seit 2010 April leitet ein ökumenischer Arbeitskreis aus elf Personen die Andachten jeweils abwechselnd am Freitag nach dem Abendläuten um 18 Uhr. Neben den Psalmen gehört zur Liturgie ein eigens für den Raum der Spurensuche verfasstes Gebet, das der Wochenschluss-Andacht ihren Namen gibt. Die Ihlower Klostertage sind ein Kunsthandwerksmarkt mit angeschlossener Gartenmesse. Sie finden jährlich Mitte Juni statt. Hervorgegangen ist die Veranstaltung aus einem Klostergartenfest. Der Ihlower Lüchtermarkt feierte seine Premiere am 1. Advent 2007. Seither kommen jährlich tausende Besucher zu dem Weihnachtsmarkt, in dessen Zentrum die illuminierte Klosterkirchen-Imagination steht. Eher wissenschaftlichen Charakter hat der Ostfriesische Klostertag. Er wurde auf Initiative des Klostervereins Ihlow erstmals im Oktober 2012 durchgeführt und soll kündtig regelmäßig angeboten werden. Ziel ist der Austausch der verschiedenen Klostervereine und Zusammenschlüsse der Region. Geplant sind ein gemeinsamer Kloster-Auftritt im Internet sowie die Erstellung einer Klosterroute.

### Gesamtdarstellungen
- Marion Brüggler, Rolf Bärenfänger (Hrsg.): Ihlow – archäologische, historische und naturwissenschaftliche Forschungen zu einem ehemaligen Zisterzienserkloster in Ostfriesland. Verlag Marie Leidorf, Rahden/Westf. 2012, ISBN 978-3-89646-936-6.
- Bernhard Buttjer, Martin Stromann: Wo einst die Mönche lebten: Die Klosterstätte Ihlow, ein Forst und zwölf Dörfer. Verlag SKN, Norden (Ostfriesland) 2009, ISBN 978-3-939870-22-7.
- Bernhard Buttjer: Rekonstruktion des Jagdschlosses auf der Stätte des ehemaligen Zisterzienserklosters „Schola Deï“ in Ihlow. In: Cistercienserchronik. 130, 2023, ISSN 0379-8291, 537-541.
- Hajo van Lengen: Geschichte und Bedeutung des Zisterzienser-Klosters Ihlow. In: Kollegium der Ostfriesischen Landschaft (Hrsg.): Res Frisicae. Harm Wiemann zum 75. Geburtstag (=  Abhandlungen und Vorträge zur Geschichte Ostfrieslands. Band 59). Verlag Ostfriesische Landschaft, Aurich 1978, DNB 800160479, S. 86–101.
- Herbert Reyer: Ihlow. In: Josef Dolle unter Mitarbeit von Dennis Knochenhauer (Hrsg.): Niedersächsisches Klosterbuch. Verzeichnis der Klöster, Stifte, Kommenden und Beginenhäuser in Niedersachsen und Bremen von den Anfängen bis 1810. Teil 2. Bielefeld 2012, ISBN 978-3-89534-958-4, S. 850–853.
- Hemmo Suur: Geschichte der ehemaligen Klöster in der Provinz Ostfriesland: Ein Versuch. Hahn, Emden 1838, S. 40 ff. (Reprint der Ausgabe von 1838, Verlag Martin Sändig, Niederwalluf 1971, ISBN 3-500-23690-1); Textarchiv – Internet Archive.

### Archäologie
- Marion Brüggler: Von Häuptlingen und Heiligen. In: Archäologie in Niedersachsen. Bd. 8, 2005.
- Marion Brüggler, Peter Pieper: Zwei bemerkenswerte Bestattungen aus Ihlow. In: Archäologie in Niedersachsen. Band 9, 2006, S. 141–143.
- Marion Brüggler; Chr. Schweitzer: Geophysikalische Prospektion der Klosterwüstung Ihlow. In: Nachrichten aus Niedersachsens Urgeschichte. Band 74, 2005, S. 265–269.
- Marion Brüggler: Ergebnisse der Ausgrabungen im Zisterzienserkloster Ihlow 1973–2005. In: Rolf Bärenfänger (Hrsg.): Zisterzienser im Norden – Neue Forschungen zur Klosterarchäologie. Internationale Archäologie – Arbeitsgemeinschaft, Tagung, Symposium, Kongress 11. Rahden/Westf. 2007, ISBN 978-3-89646-439-2, S. 77–87.
- Marion Brüggler: Ludwigsdorf, Gemeinde Ihlow, Jagdschloss der ostfriesischen Grafen; Ludwigsdorf, Gemeinde Ihlow, Klosterkirche. In: Nachrichten des Marschenrates. Band 42, 2005, S. 18–19.
- Marion Brüggler, Bernd Päffgen: Bestattungen in Zisterzienserklöstern am Beispiel von Ihlow (Schola Dei). In: Rolf Bärenfänger (Hrsg.): Zisterzienser im Norden – Neue Forschungen zur Klosterarchäologie. Internationale Archäologie – Arbeitsgemeinschaft, Tagung, Symposium, Kongress 11. Rahden/Westf. 2007, ISBN 978-3-89646-439-2, S. 89–99.
- Bernhard Thiemann: Von Anfang an in der Obhut des Ordens. Ein Befund zur Gründung des Zisterzienserklosters Ihlow, Landkreis Aurich, Ostfriesland. (PDF; 2,6 MB) S. 1. In: Mitteilungsblatt der Deutschen Gesellschaft für Archäologie des Mittelalters und der Neuzeit Band 24, 2012.
- Melanie Timmermann: Das Ihlower Zisterzienserkloster: Beten, Arbeiten und heilsames Leben im Mittelalter! – Eine anthropologische Untersuchung. (PDF; 7,1 MB). Berlin 2012.
- Rolf Bärenfänger, Jan F. Kegler, Bernhard Thiemann, Melanie Timmermann: Archäologische und anthropologische Forschungen zu einem ehemaligen Zisterzienserkloster in Ostfriesland. Rahden/Westf 2020, ISBN 978-3-89646-941-0.

### Altar
- Jost Galle, Brigitte Junge, Franz Traxler, Gerhard Wittkugel (Hrsg.): Passion und Propaganda. Ostfriesische Altarbilder in Religion und Kunst. Aurich 2002 (72 Seiten).
- Herbert R. Marwede: Vorreformatorische Altäre in Ost-Friesland (PDF; 1,3 MB). Hamburg 2007.